# 2022 dans les parcs de loisirs
| Années des parcs de loisirs : 2019 - 2020 - 2021 - 2022 - 2023 - 2024 - 2025    |
| Décennies des parcs de loisirs : 1990 - 2000 - 2010 - 2020 - 2030 - 2040 - 2050 |

L'article 2022 dans les parcs de loisirs répertorie les événements marquants et les nouveautés majeures de l'année 2022, dans le domaine des parcs de loisirs à travers le monde.

## Parcs d'attractions

### Ouverture
- Fantawild Dino Kingdom ( Chine) ouvert au public le 18 juin 2022
- Genting SkyWorlds ( Malaisie) ouvert au public le 8 février 2022[1].
- Glorious Orient ( Chine) ouvert au public le 1er juillet 2022
- Legoland Korea ( Corée du Sud) ouvert au public le 5 mai 2022
- Lost Island Theme Park ( États-Unis) ouvert au public le 18 juin 2022[2],[3].
- Lotte World Adventure ( Corée du Sud) ouvert au public le 31 mars 2022[4].
- Majaland Warszawa ( Pologne) ouvert au public le 1er mai 2022[5].
- Peppa Pig Theme Park ( États-Unis) ouvert au public le 24 février 2022[6].

### Fermeture
- Bosque Mágico ( Mexique) fermé le 28 août[7].

## Parcs aquatiques

### Ouverture
- Aquatar ( Qatar)

## Événements
- Mars
  - 2 mars 2022 -  Croatie - Le groupe Looping rachète le parc aquatique  Aquapark Istralandia[8].
- Juillet
  - 20 juillet 2022 -  France - Ouverture au public de la zone Avengers Campus au parc Walt Disney Studios[9].
- Septembre
  - 13 septembre 2022 -  Royaume-Uni - Ouverture du salon IAAPA Expo Europe 2022 à Londres, pour une durée de 3 jours[10].
- Novembre
  - 15 novembre 2022 -  États-Unis - Ouverture du salon IAAPA Expo 2022 à Orlando, pour une durée de 4 jours[11].

## Attractions
Ces listes sont non exhaustives.

### Montagnes russes

#### Délocalisations
| Nom                | Type / Modèle           | Constructeur         | Parc                      | Pays        | Anciennement                                          |
| ------------------ | ----------------------- | -------------------- | ------------------------- | ----------- | ----------------------------------------------------- |
| Cheddar Chase      | Wild Mouse              | L&T Systems          | Alabama Splash Adventure  | États-Unis  | Wild Lightnin' à Lake Winnepesaukah                   |
| Forza              | Assises                 | Zierer               | Tosselilla                | Suède       | Crossbow à Bowcraft Playland                          |
| Nopuko Air Coaster | Inversées / SLC 765     | Vekoma               | Lost Island Theme Park    | États-Unis  | Cape Cobras à Ratanga Junction (en)                   |
| Prairie Screamer   | Assises                 | EF Miler Industries  | Traders Village           | États-Unis  | Screamer à Scandia Amusement Park                     |
| Project Zero       | Métal / SkyLoop         | Maurer Rides         | Gumbuya World             | Australie   | BuzzSaw à Dreamworld                                  |
| Rhaegal            | Métal                   | I.E Park             | Le Fleury                 | France      | Runaway Timber Train à Landmark Forest Adventure Park |
| Rupsje Mae         | Junior / Big Apple      | Güvent Lunapark      | De Waarbeek               | Pays-Bas    | Krummel à De Valkenier                                |
| SIK                | Assises                 | Intamin              | Flamingo Land             | Royaume-Uni | NC à Hopi Hari (attraction jamais construite)         |
| Speedy Coaster     | Junior / Big Apple      | Pinfari              | Rhyl Fun Fair             | Royaume-Uni | Speedy Mouse à Barry's Amusements                     |
| Spin-o-Saurus      | Tournoyantes / Junior   | SBF Visa Group       | Wonderland Amusement Park | États-Unis  | Spin-o-Saurus à Wild Willy's Adventure Zone           |
| Taka Waka          | Métal                   | SBF Visa Group       | Freizeit-Land Geiselwind  | Allemagne   | Tiger Ride à Kneippbyn                                |
| Tren Minero        | Assises / ZL42          | Pinfari              | Serena Aventura           | Chili       | Klondike Gold Mine à Funland Amusement Park           |
| Venus GP           | Assises                 | Maurer Rides         | Himeji Central Park       | Japon       | Venus GP à Space World                                |
| Wild Mouse         | Wild Mouse Tournoyantes | Reverchon Industries | Fun Land Wales            | Royaume-Uni | Twister à Lightwater Valley                           |

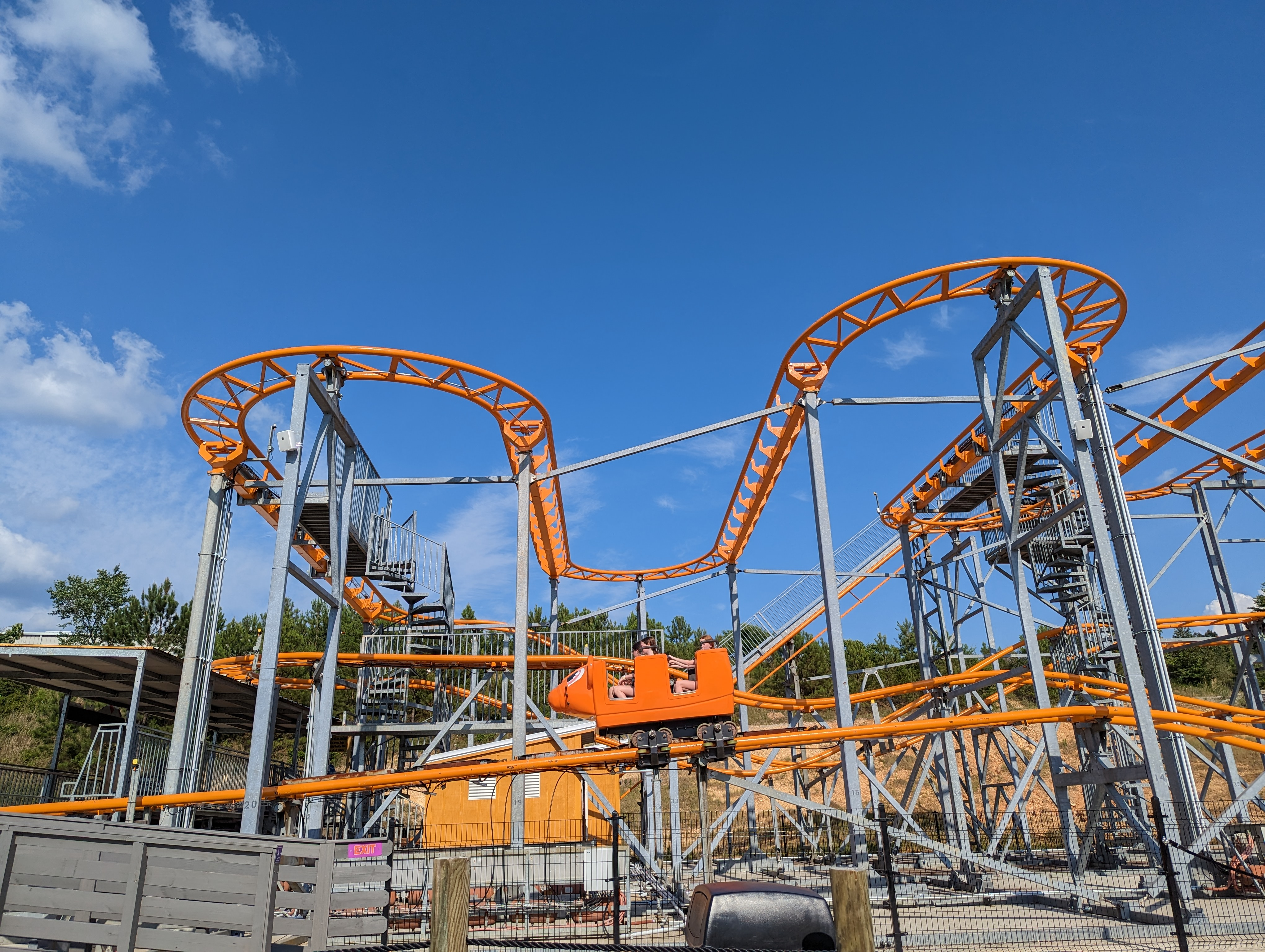
Cheddar Chase à Alabama Splash Adventure
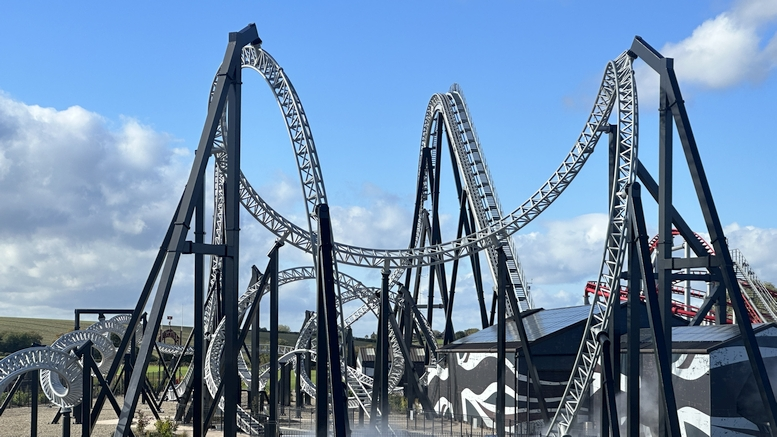
Sik à Flamingo Land

#### Nouveau thème
| Nom                             | Type / Modèle   | Constructeur                  | Parc                     | Pays        | Anciennement                                         |
| ------------------------------- | --------------- | ----------------------------- | ------------------------ | ----------- | ---------------------------------------------------- |
| #LikeMe Coaster                 | Junior / Tivoli | Zierer                        | Plopsaland De Panne      | Belgique    | Viktor's Race (2013 à 2021)                          |
| Avengers Assemble: Flight Force | Assises         | Vekoma                        | Parc Walt Disney Studios | France      | Rock 'n' Roller Coaster avec Aerosmith (2002 à 2019) |
| Flash: Vertical Velocity        | Inversées       | Intamin                       | Six Flags Great America  | États-Unis  | V2: Vertical Velocity (2001 à 2021)                  |
| Iron Gwazi                      | Hybrides        | Rocky Mountain Construction   | Busch Gardens Tampa      | États-Unis  | Gwazi (1999 à 2015)                                  |
| Jolly Rancher Remix             | Boomerang       | Vekoma                        | Hersheypark              | États-Unis  | Sidewinder (1991 à 2021)                             |
| Jormungandr                     | E-Powered       | Zamperla                      | Drayton Manor            | Royaume-Uni | Buffalo Mountain Coaster (1987 à 2021)               |
| Le Schtroumpfeur                | Assises         | Vekoma                        | Plopsa Coo               | Belgique    | Halvar (2014 à 2021)                                 |
| Tonnerre 2 Zeus                 | Bois            | Custom Coasters International | Parc Astérix             | France      | Tonnerre de Zeus (1997 à 2021)                       |

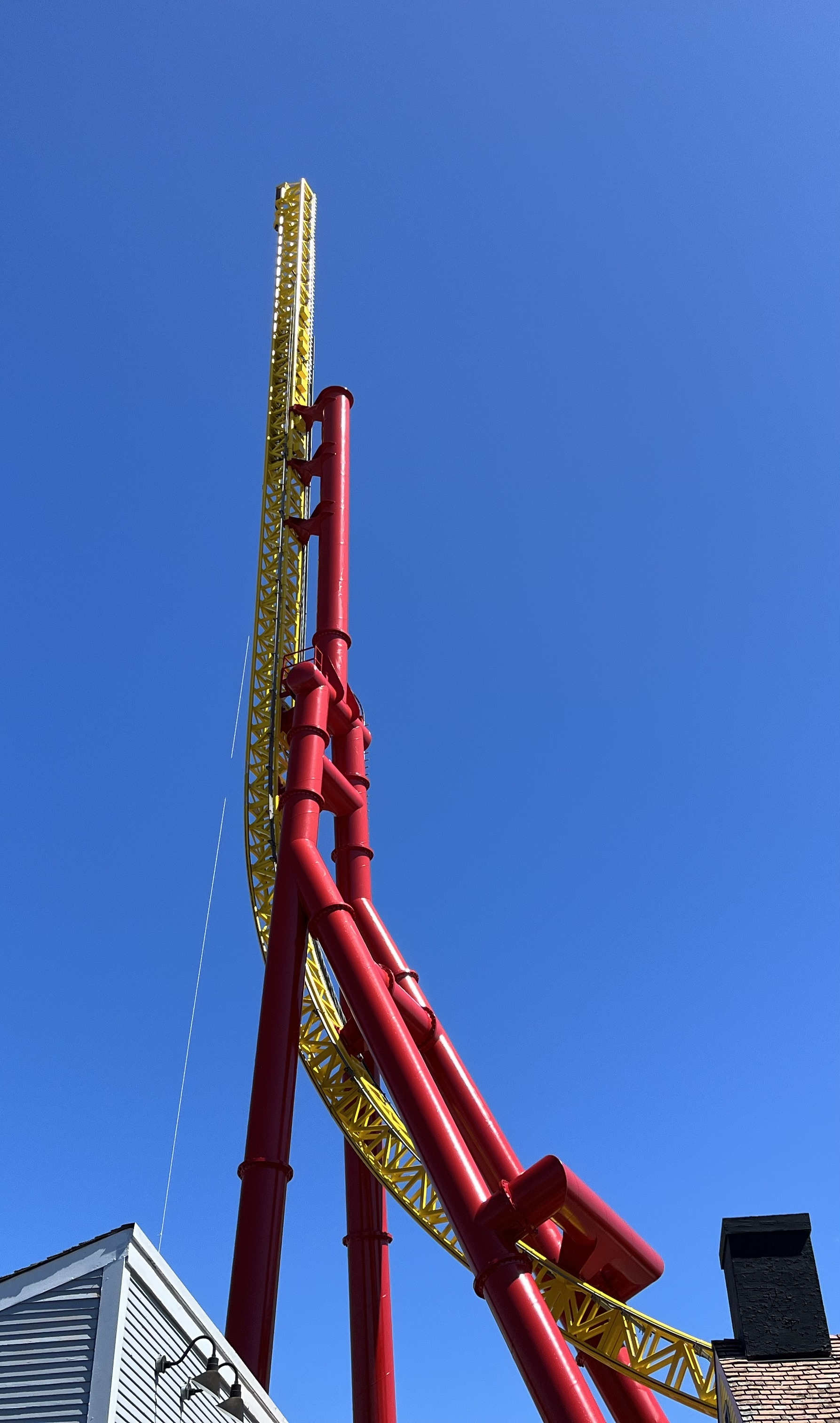
Flash: Vertical Velocity à Six Flags Great America
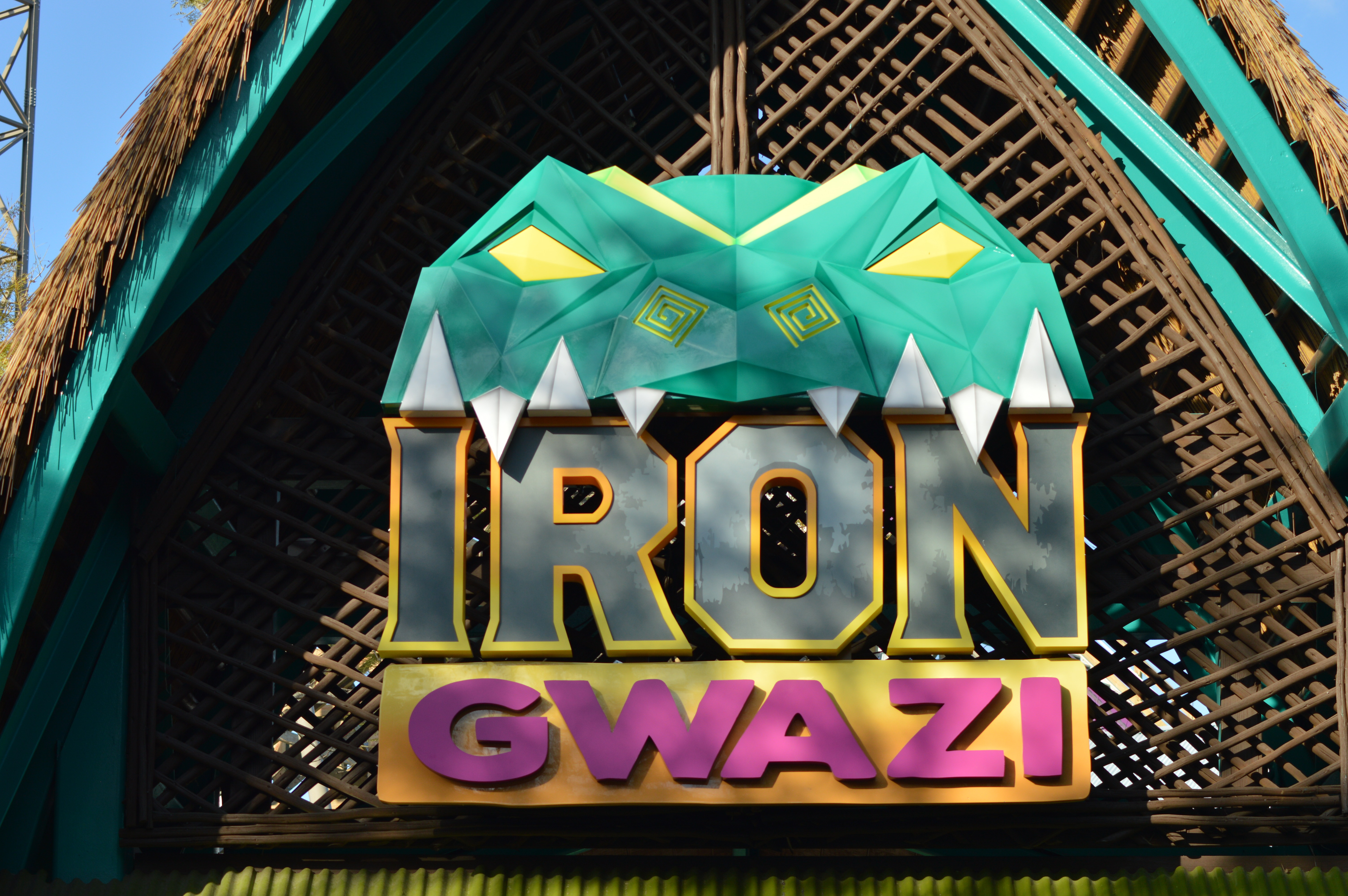
Iron Gwazi à Busch Gardens Tampa
Tonnerre 2 Zeus au parc Astérix

#### Nouveautés
| Nom                                    | Type / Modèle             | Constructeur                          | Parc                            | Pays                |
| -------------------------------------- | ------------------------- | ------------------------------------- | ------------------------------- | ------------------- |
| Acorn Adventure                        | Assises                   | Beijing Shibaolai Amusement Equipment | Genting SkyWorlds               | Malaisie            |
| Blue Fire                              | Lancées                   | Mack Rides                            | Xuzhou Paradise                 | Chine               |
| Cyclone                                | Métal                     | Pinfari                               | Indiana Beach                   | États-Unis          |
| Daddy Pig's Roller Coaster             | Junior                    | Zamperla                              | Peppa Pig Theme Park            | États-Unis          |
| DaVinci Ride                           | Wing Rider                | Bolliger & Mabillard                  | Fantasy Valley                  | Chine               |
| Defiance                               | Euro-Fighter              | Gerstlauer                            | Glenwood Caverns Adventure Park | États-Unis          |
| Dino Dash                              | Vekoma Junior Coaster     | Vekoma                                | Tayto Park                      | Irlande             |
| Dino Dash                              | Junior                    |                                       | Fantawild Dino Kingdom          | Chine               |
| Dragon                                 | Assises                   | Zierer                                | Legoland Korea                  | Corée du Sud        |
| Dr. Diabolical's Cliffhanger           | Machine plongeante        | Bolliger & Mabillard                  | Six Flags Fiesta Texas          | États-Unis          |
| Emperor                                | Machine plongeante        | Bolliger & Mabillard                  | SeaWorld San Diego              | États-Unis          |
| Farmyard Flyer                         | Assises                   | Zierer                                | Paultons Park                   | Royaume-Uni         |
| Fighter Jet                            | Assises                   | Vekoma                                | Glorious Orient                 | Chine               |
| Fireball                               | Assises                   | Ride Engineers Switzerland            | Adventureland (New York)        | États-Unis          |
| Fire Mountain                          | Suspendues                | Vekoma                                | Fantawild Dino Kingdom          | Chine               |
| Fønix                                  | Assises                   | Vekoma                                | Fårup Sommerland                | Danemark            |
| Frontline Charge                       | Vekoma Junior Coaster     | Vekoma                                | Glorious Orient                 | Chine               |
| Fyr & Flamme                           | Assises                   | Gerstlauer                            | Hunderfossen Familiepark        | Norvège             |
| Giant Digger                           | Lancées                   | Mack Rides                            | Lotte World Adventure           | Corée du Sud        |
| Giant Splash                           | Aquatiques / Power Splash | Mack Rides                            | Lotte World Adventure           | Corée du Sud        |
| Guardians of the Galaxy: Cosmic Rewind | Tournoyante en intérieur  | Vekoma                                | Epcot                           | États-Unis          |
| Huri Huri                              | Tournoyante / Junior      | Zamperla                              | TusenFryd                       | Norvège             |
| Ice Breaker                            | Lancées                   | Premier Rides                         | SeaWorld Orlando                | États-Unis          |
| Ice Peak Ride                          | Train de la mine          | Jinma Rides                           | Fantasy Valley                  | Chine               |
| Invincible Warriors                    | Assises                   | Vekoma                                | Fantawild Land                  | Chine               |
| LEGO TECHNIC Test Track                | Wild Mouse                | Mack Rides                            | Legoland Korea                  | Corée du Sud        |
| Leviathan                              | Bois                      | The Gravity Group                     | Sea World                       | Australie           |
| Lokolo                                 | Junior                    | SBF Visa Group                        | Lost Island Theme Park          | États-Unis          |
| Magical Cookie Train                   | Assises                   | Preston & Barbieri                    | Lotte World Adventure           | Corée du Sud        |
| Olympia Looping                        | Assises                   | Anton Schwarzkopf                     | Prater de Vienne                | Autriche            |
| Pantheon                               | Lancées                   | Intamin                               | Busch Gardens Williamsburg      | États-Unis          |
| Pine Tree Rocket                       | Family Boomerang          | Vekoma                                | Fantawild Land                  | Chine               |
| Puppy Coaster                          | Junior                    | Beijing Shibaolai Amusement Equipment | Fantawild Land                  | Chine               |
| Rollercoaster Wikingow                 | Junior                    | Zierer                                | Majaland Warschau               | Pologne             |
| Samba Gliders                          | Suspendues                | Setpoint                              | Genting SkyWorlds               | Malaisie            |
| Sidewinder Safari                      | Tournoyantes              | Zamperla                              | Six Flags Discovery Kingdom     | États-Unis          |
| Sky Loop                               | Assises                   | Premier Rides                         | Riyadh Winter Wonderland        | Arabie saoudite     |
| Sky Track                              | Junior                    | Beijing Shibaolai Amusement Equipment | Glorious Orient                 | Chine               |
| Storm                                  | en intérieur              | Intamin                               | Dubai Hills Mall                | Émirats arabes unis |
| Super Grovers Box Car Derby            | Métal                     | Zierer                                | Sesame Place                    | États-Unis          |
| Texas Twister                          | Tournoyantes              | SBF Visa Group                        | Koningin Juliana Toren          | Pays-Bas            |
| Tony's Express                         | Junior                    | Zamperla                              | Luna Park (Coney Island)        | États-Unis          |
| TNT                                    | Suspendues                | Vekoma                                | Gumbuya World                   | Australie           |
| T-Rex Family Coaster                   | E-Powered                 | Mack Rides                            | Djurs Sommerland                | Danemark            |
| Tumbili                                | Quadridimensionnelles     | S&S - Sansei Technologies             | Kings Dominion                  | États-Unis          |
| Turbo Dino                             | Family Boomerang          | Vekoma                                | Fantawild Dino Kingdom          | Chine               |
| Wonder Woman Flight of Courage         | Single-rail               | Rocky Mountain Construction           | Six Flags Magic Mountain        | États-Unis          |

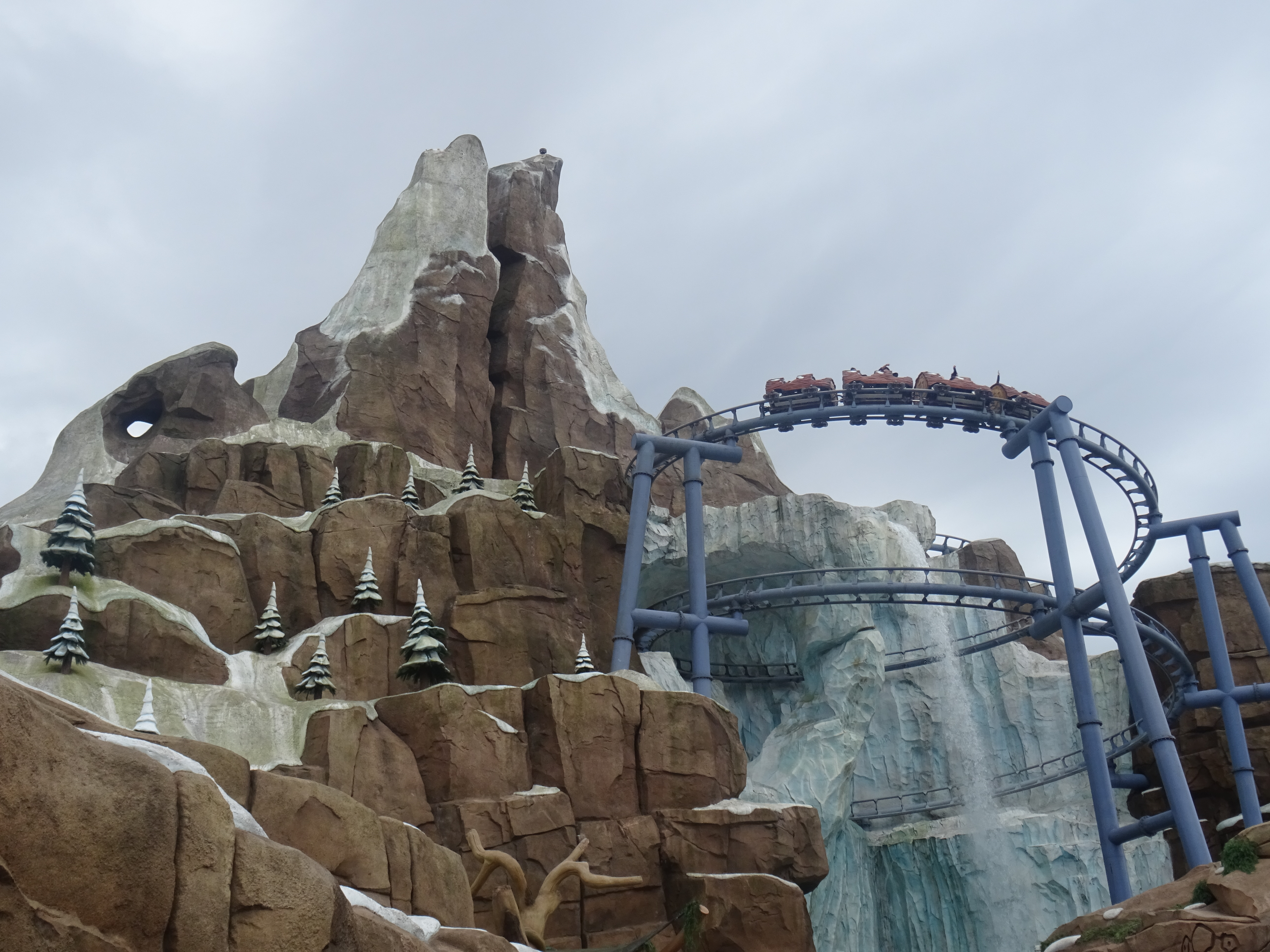
Acorn Adventure à Genting SkyWorlds
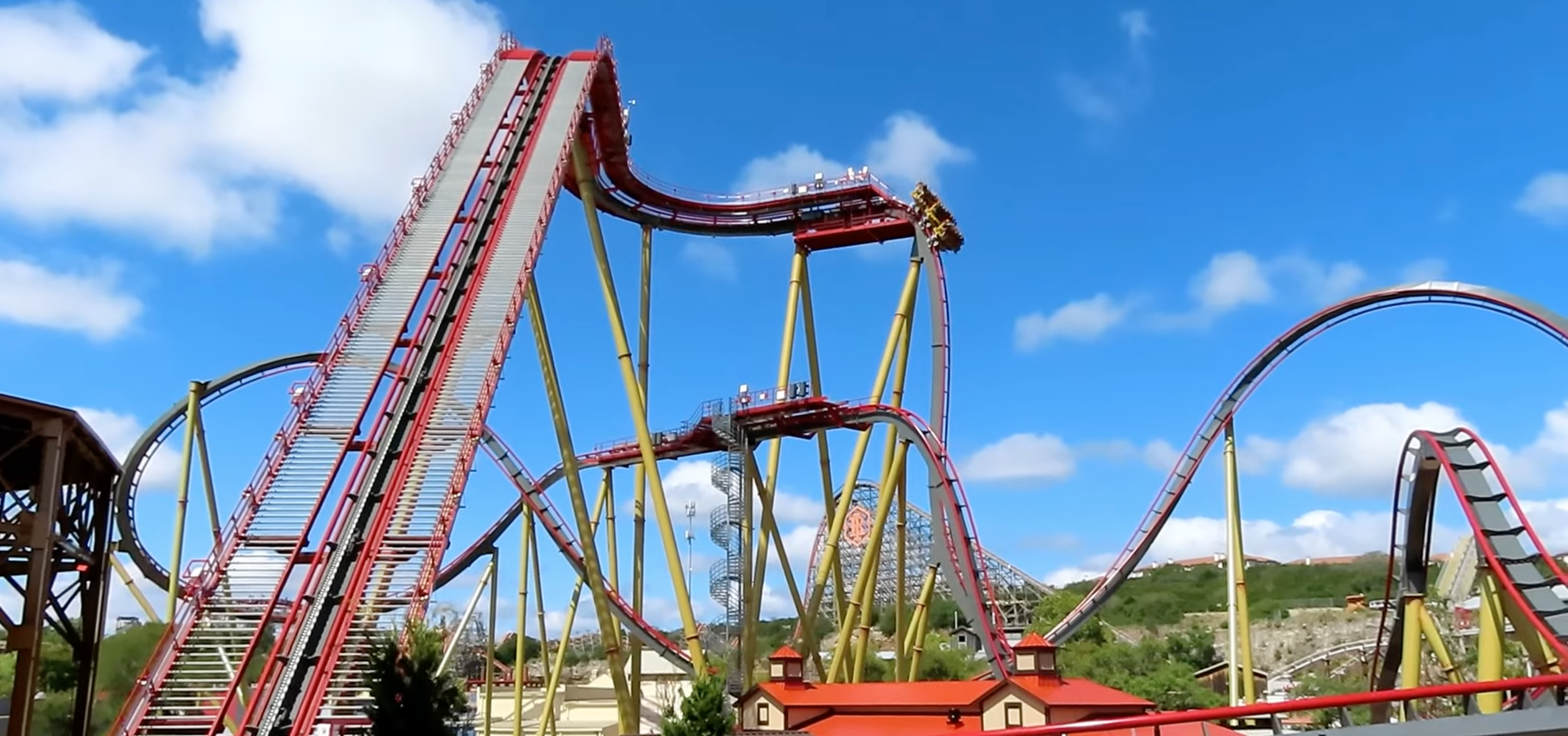
Dr. Diabolical's Cliffhanger à Six Flags Fiesta Texas.
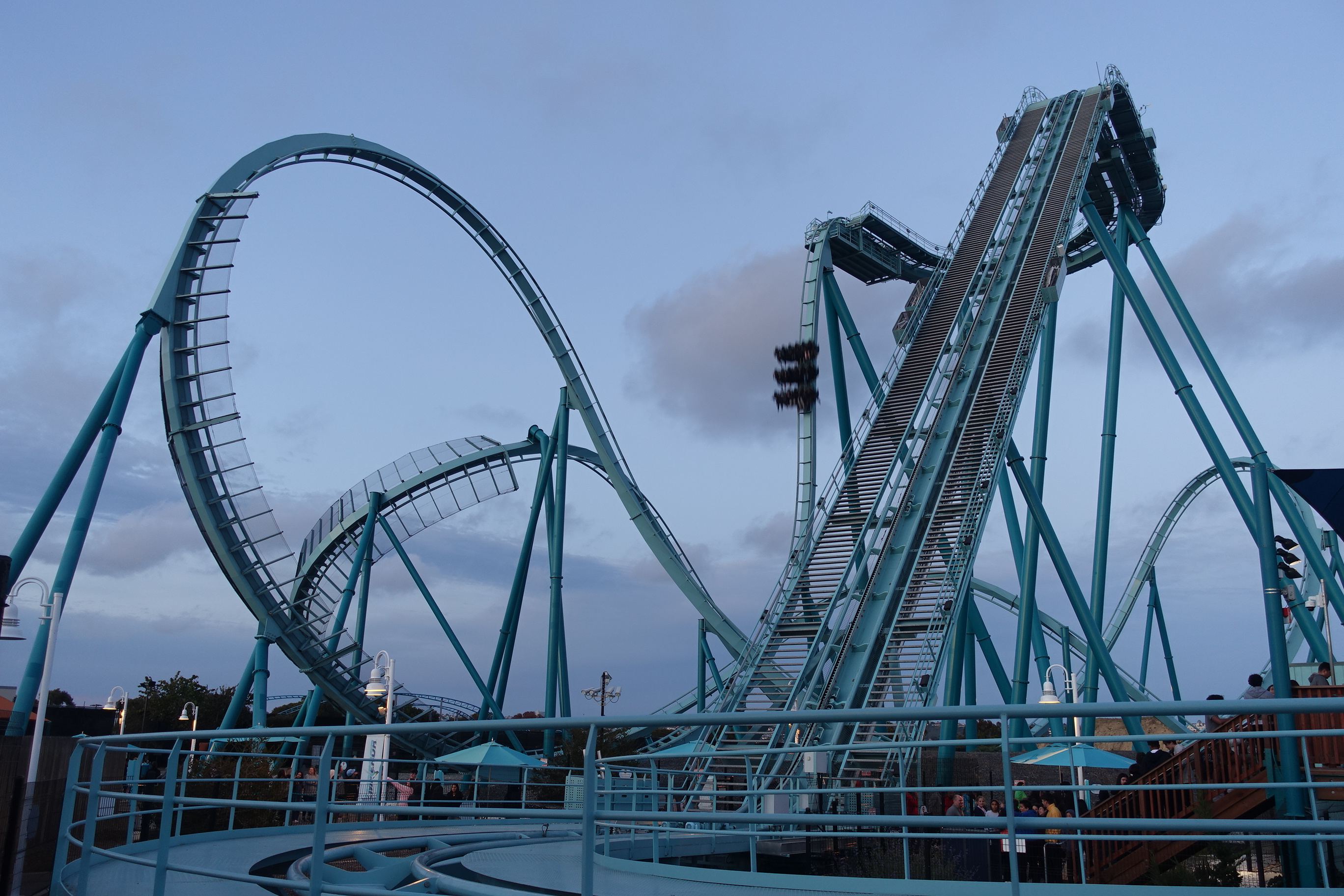
Emperor à SeaWorld San Diego.
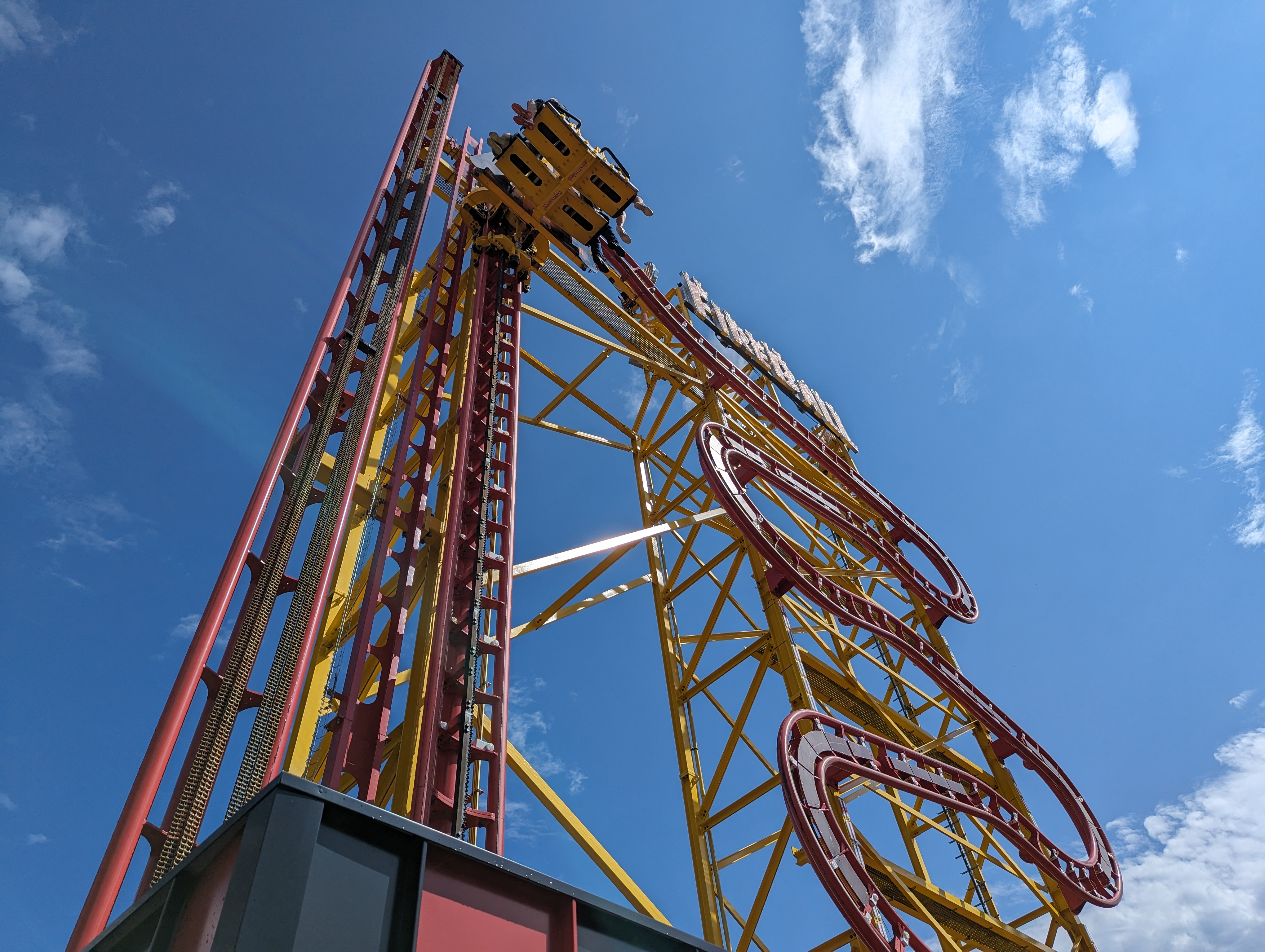
Fireball à Adventureland (New York).
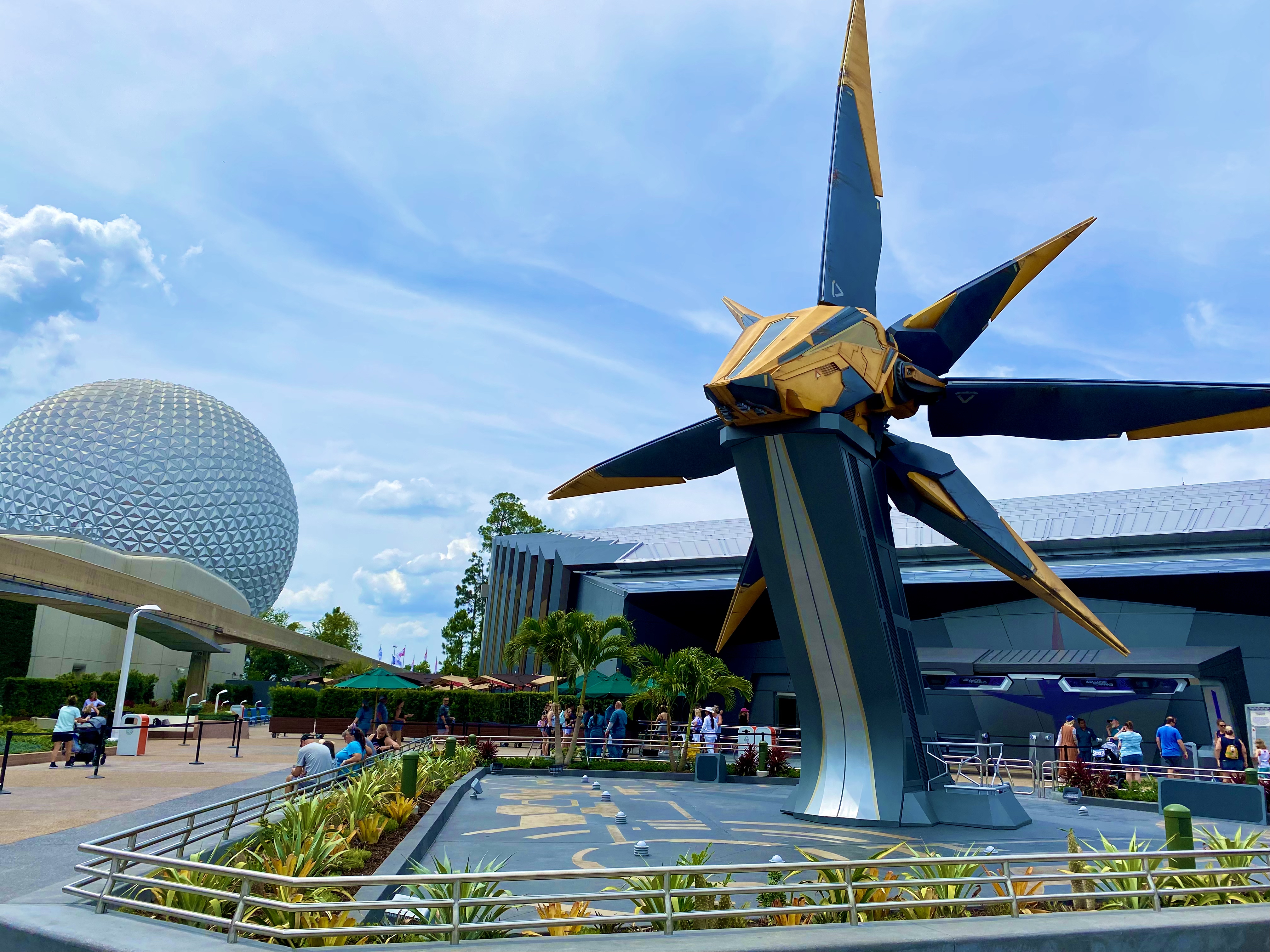
Guardians of the Galaxy: Cosmic Rewind à Epcot.
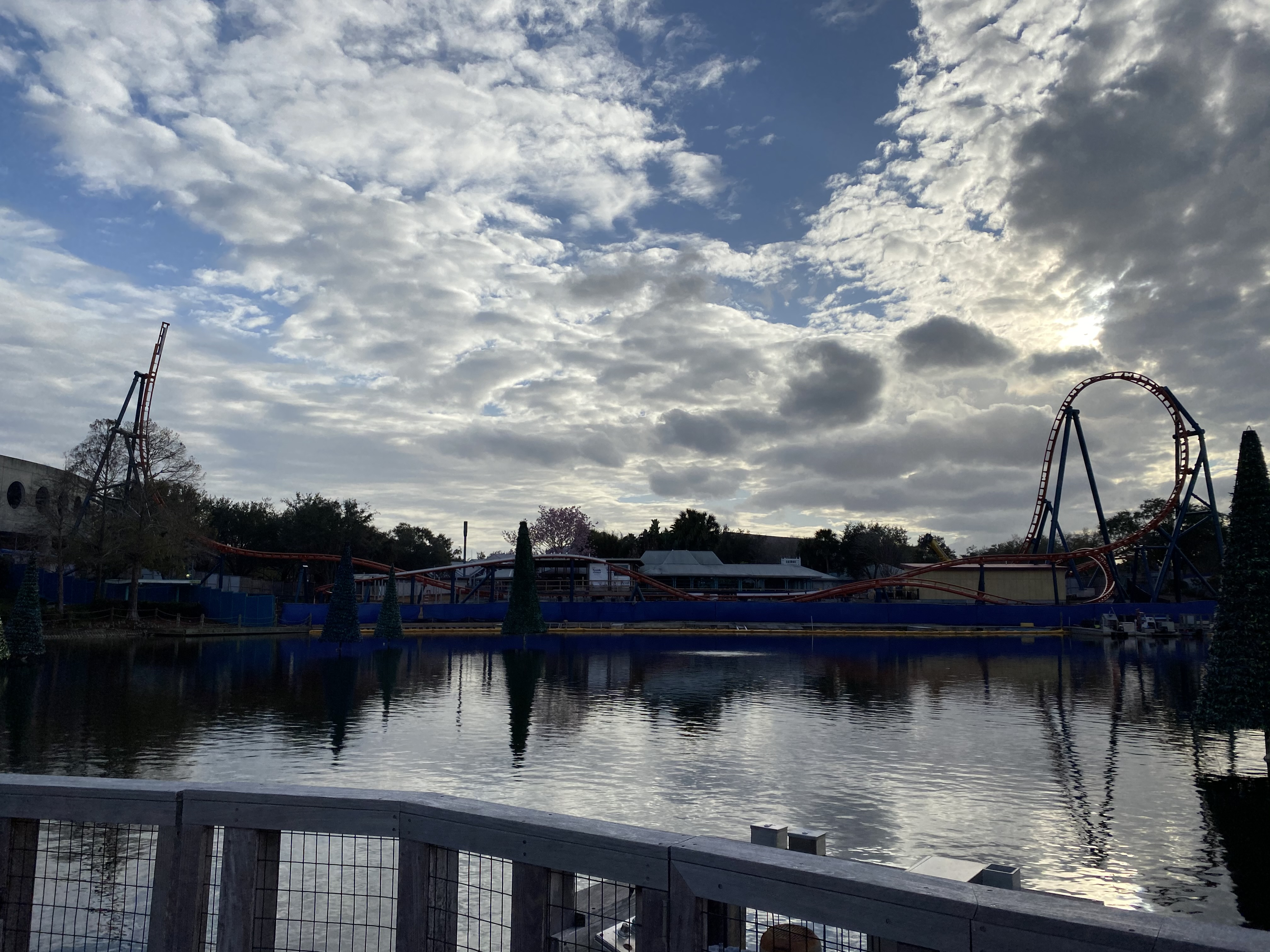
Construction de Ice Breaker à SeaWorld Orlando.
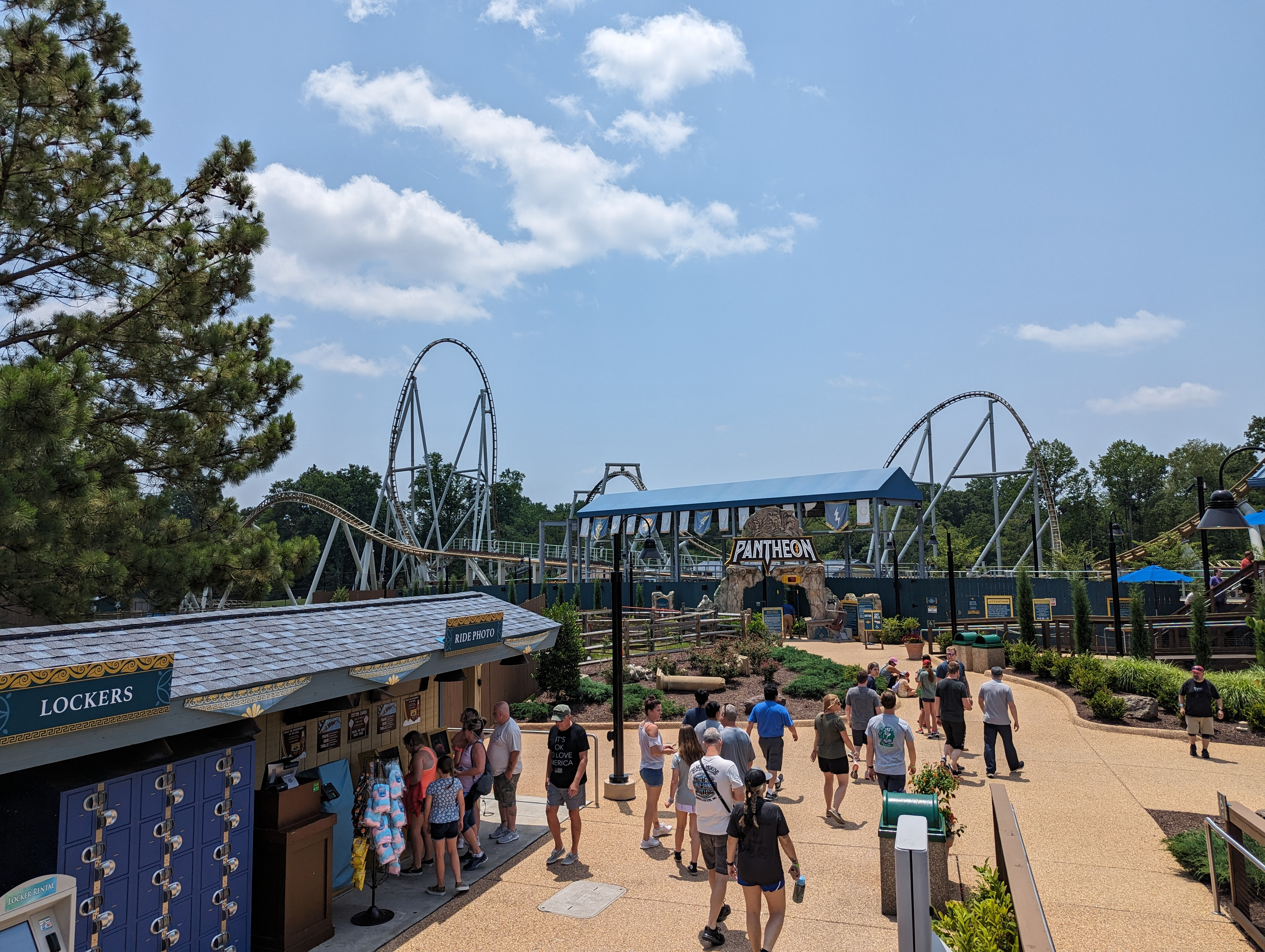
Pantheon à Busch Gardens Williamsburg.
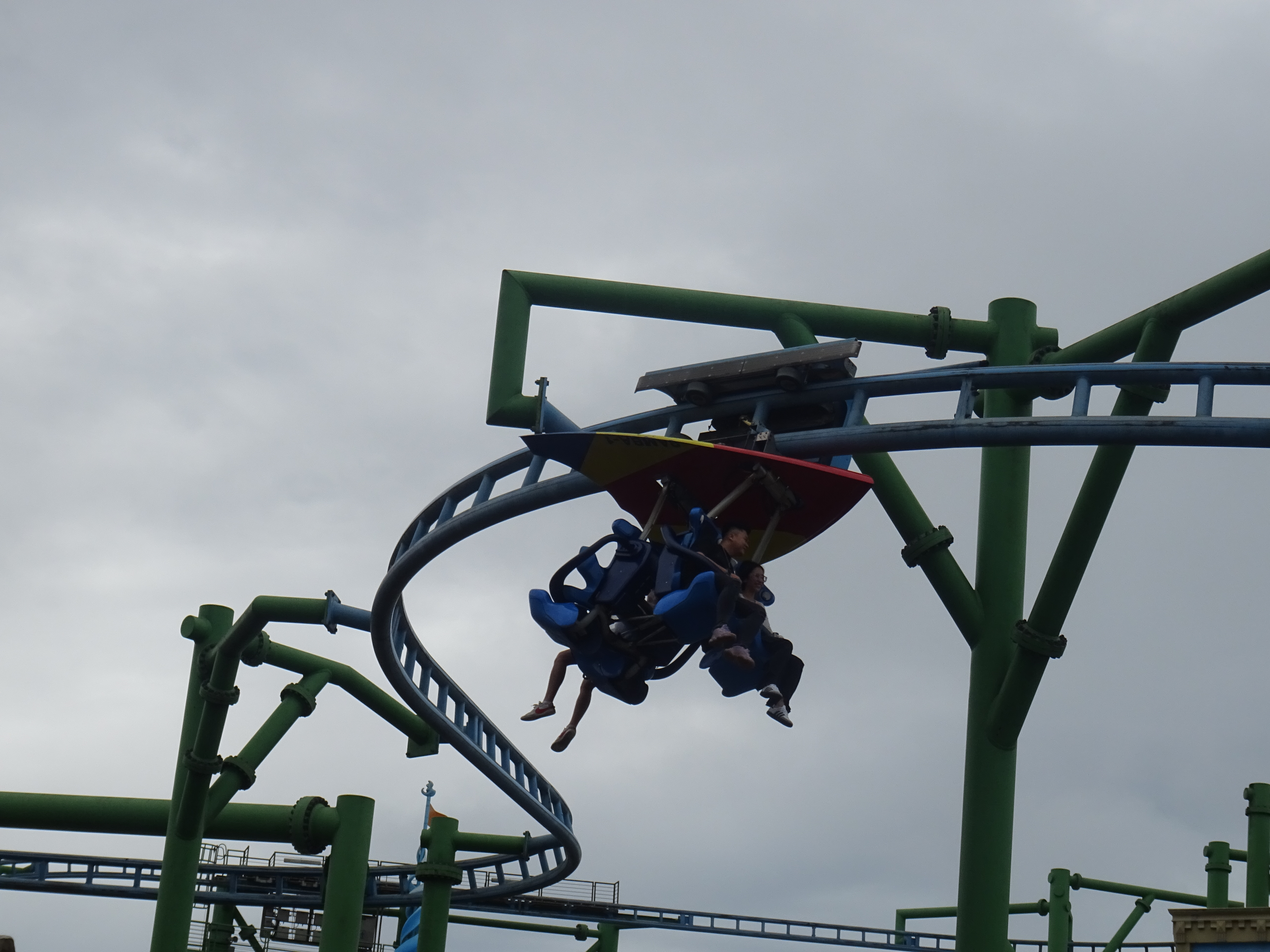
Samba Gliders à Genting SkyWorlds
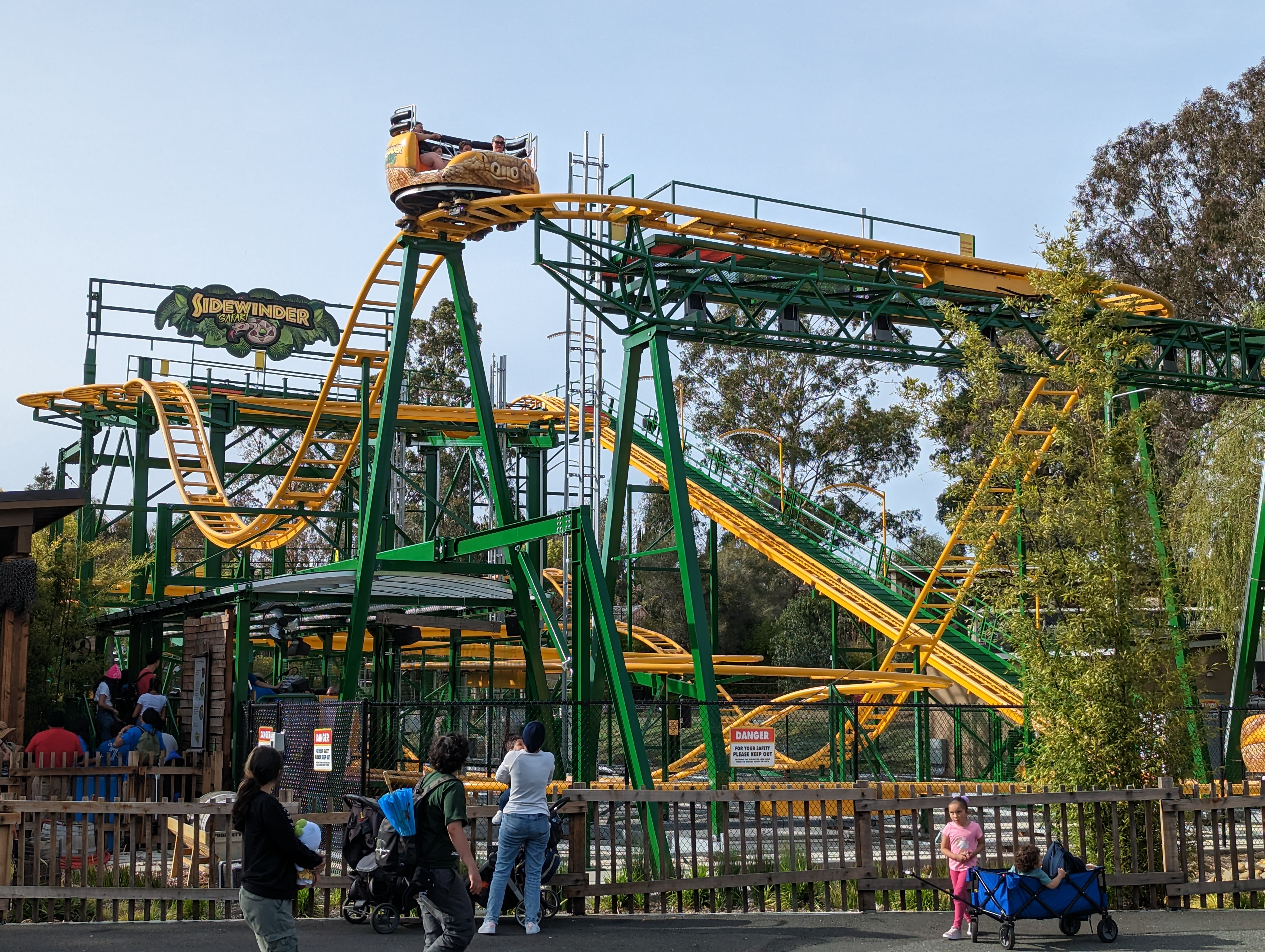
Sidewinder Safari à Six Flags Discovery Kingdom
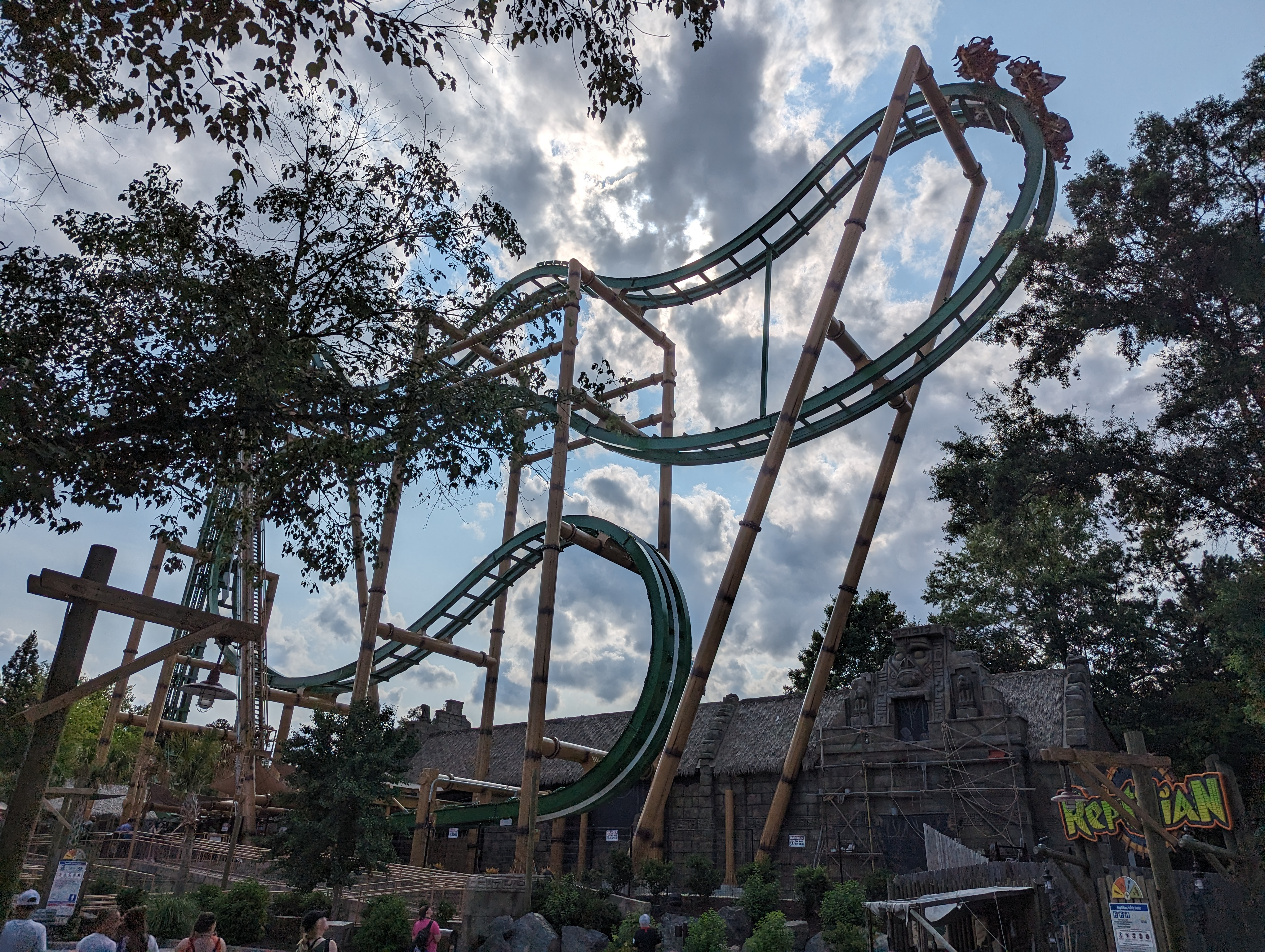
Tumbili à Kings Dominion.
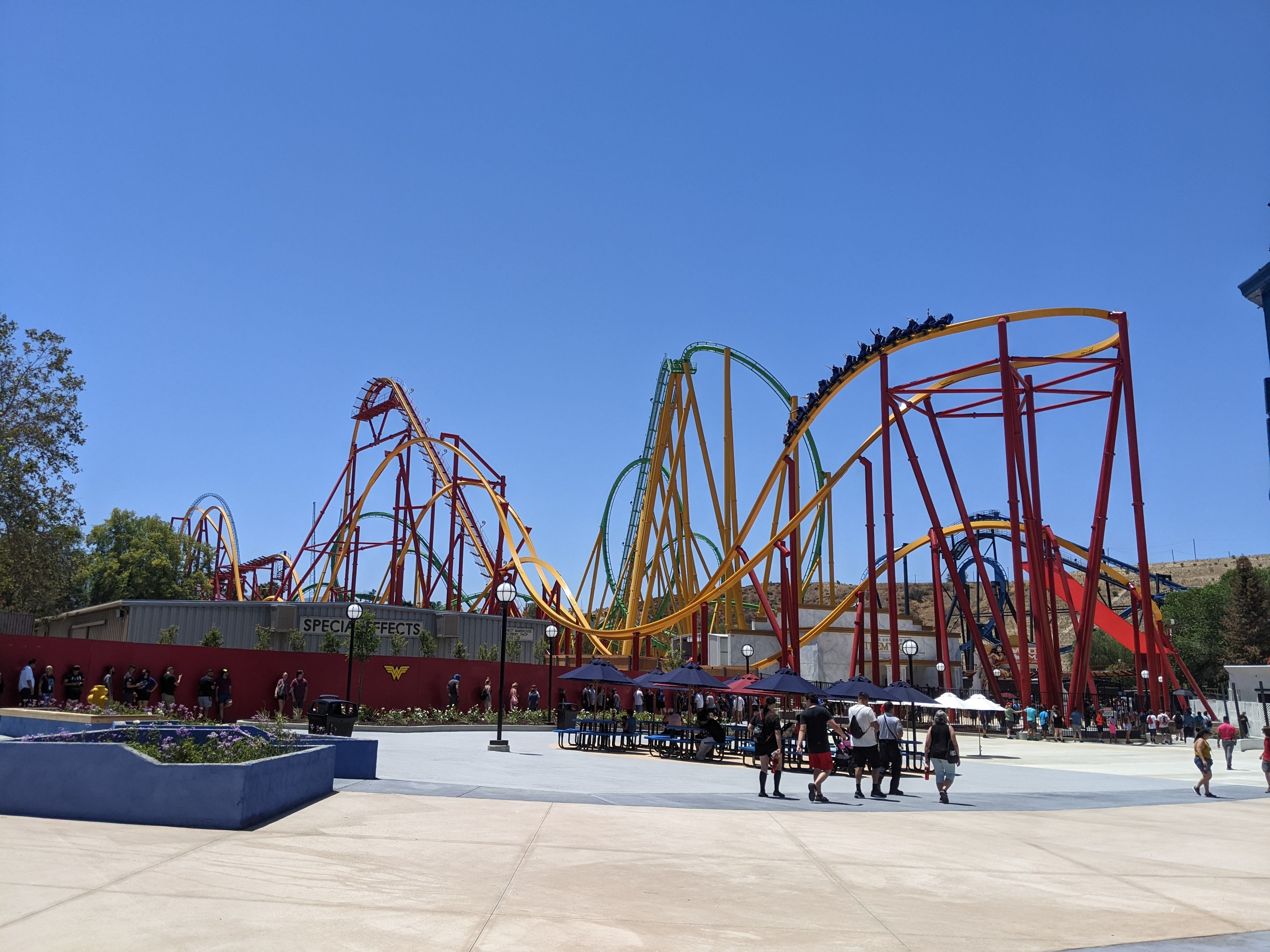
Wonder Woman Flight of Courage à Six Flags Magic Mountain.

### Autres attractions
| Nom                                  | Type / Modèle                | Constructeur               | Parc                            | Pays        |
| ------------------------------------ | ---------------------------- | -------------------------- | ------------------------------- | ----------- |
| Alpha Fighter Pilots                 | Air Race                     | Zamperla                   | Genting Skyworlds               | Malaisie    |
| Bernie's Swing                       | Happy Swing                  | Zamperla                   | Adventureland (Iowa)            | États-Unis  |
| Biberburg                            | Bûches                       | Intamin                    | Familypark                      | Autriche    |
| Bigweld's Zeppelins                  | Manège d'avions              |                            | Genting Skyworlds               | Malaisie    |
| Blorks Attack                        | Disk'O Coaster               | Zamperla                   | Parc Spirou                     | France      |
| Blue Sky Carousel                    | Carrousel                    |                            | Genting Skyworlds               | Malaisie    |
| Bobbing Barrels                      | Watermania                   | Zamperla                   | Chessington World of Adventures | Royaume-Uni |
| Catwoman Whip                        | Speed                        | Funtime                    | Six Flags St. Louis             | États-Unis  |
| Chasseurs de Tornades                | Dynamic Motion Theater       | Dynamic Attractions        | Futuroscope                     | France      |
| Circus Balloons                      | Samba Balloon                | Zamperla                   | Adventureland (Iowa)            | États-Unis  |
| Clipper                              | Bateau à bascule junior      | Zamperla                   | Adventureland (Iowa)            | États-Unis  |
| Crazy Professor                      | Tour de chute                | Ride Engineers Switzerland | Conny-Land                      | Suisse      |
| Drachen Magic                        | Parcours scénique            | ETF Ride Systems           | Ritter Rost-Magic Park Verden   | Allemagne   |
| Draisines (les)                      | Apollo Sidecars XL           | Technical Park             | Fraispertuis City               | France      |
| Drakkars (les)                       | Minis drakkars               | Mack Rides                 | La Récré des 3 Curés            | France      |
| Epic Hummingbird Flyers              | Manège d'avions              |                            | Genting Skyworlds               | Malaisie    |
| Epic Voyage to Moonhaven             | Parcours scénique/bûches     |                            | Genting Skyworlds               | Malaisie    |
| ESD Global Defender                  | Aerobat                      | Technical Park             | Genting Skyworlds               | Malaisie    |
| Heligvända                           | Twist ’n’ Splash             | Mack Rides                 | Rulantica                       | Allemagne   |
| Ice Age: Expedition Thin Ice         | Parcours scénique            | Oceaneering International  | Genting Skyworlds               | Malaisie    |
| Invasion of the Planet of the Apes   | Parcours scénique            | Oceaneering International  | Genting Skyworlds               | Malaisie    |
| Independence Day: Defiance           | Flying theater               | Dynamic Attractions        | Genting Skyworlds               | Malaisie    |
| Kid's Pearl                          | Bateau à bascule             | Zamperla                   | Kid Parc                        | France      |
| Klippenschleuder                     | Wild Swing                   | ART Engineering            | Potts Park                      | Allemagne   |
| Leap Frogs                           | Jump Around                  | Zamperla                   | Adventureland (Iowa)            | États-Unis  |
| Leti's Treasure                      | Bûches                       | Zamperla                   | Luna Park (Coney Island)        | États-Unis  |
| Lighthouse                           | Tour de chute                | Zamperla                   | Adventureland (Iowa)            | États-Unis  |
| Loki                                 | Nebulaz                      | Zamperla                   | Drayton Manor                   | Royaume-Uni |
| Mix'd, Flavored By Jolly Rancher     | Nebulaz                      | Zamperla                   | Hersheypark                     | États-Unis  |
| Montgolfières (les)                  | Balloon Race                 | Zamperla                   | Kingoland                       | France      |
| Nébulaz                              | Nebulaz                      | Zamperla                   | Parc Saint-Paul                 | France      |
| Neptunalia                           | Big WaveZ                    | Zamperla                   | Luna Park (Coney Island)        | États-Unis  |
| Night at the Museum: Midnight Mayhem | Parcours scénique interactif | ETF Ride Systems           | Genting Skyworlds               | Malaisie    |
| Pendula                              | Wild Swing                   | ART Engineering            | Fantasiana                      | Autriche    |
| Pirati                               | Spinning Raft                |                            | Cavallino Matto                 | Italie      |
| Platzhirsch                          | Booster                      |                            | Eifelpark                       | Allemagne   |
| Ptéranodon (le)                      | Swing Tower                  | SBF Visa Group             | Babyland-Amiland                | France      |
| P'tits Pirates (les)                 | Bûches junior                | Soquet                     | Dennlys Parc                    | France      |
| Rebulico                             | Air Race                     | Zamperla                   | Beto Carrero World              | Brésil      |
| Retrocyclos                          | Carrousel de vélos           | Concept 1900               | Parc Saint-Paul                 | France      |
| Revolution                           | Rockin' Tug                  | Zamperla                   | Adventureland (Iowa)            | États-Unis  |
| Rio Carnaval Chaos!                  | Demolition Derby             | Zamperla                   | Genting Skyworlds               | Malaisie    |
| River Splash                         | Bûches                       |                            | Parc de la Vallée               | France      |
| Rivet Town Roller                    | Unicoaster                   | Chance Rides               | Genting Skyworlds               | Malaisie    |
| Rivière du Lion (la)                 | Aire de jeux                 | Pro Urba                   | Le Pal                          | France      |
| Rockin' Rainbow                      | Chaises volantes             | Zamperla                   | Adventureland (Iowa)            | États-Unis  |
| Sid's Rock 'N' Slide                 | Rockin'Tug                   | Zierer                     | Genting Skyworlds               | Malaisie    |
| Skalmans Flygskola                   | Flying Tigers                | Zamperla                   | Kolmårdens Djurpark             | Suède       |
| Sleipnir                             | Chevaux galopants            |                            | Drayton Manor                   | Royaume-Uni |
| Speedway Racers                      | Mini Whip / Speedway         | Zamperla                   | Adventureland (Iowa)            | États-Unis  |
| Tempus                               | Nebulaz                      | Zamperla                   | Liseberg                        | Suède       |
| Terraform Tower Challenge            | Combo Tower                  | S&S - Sansei Technologies  | Genting Skyworlds               | Malaisie    |
| Thor                                 | Disk'O Coaster               | Zamperla                   | Drayton Manor                   | Royaume-Uni |
| Tidal Surge                          | Screamin' Swing              | S&S - Sansei Technologies  | SeaWorld San Antonio            | États-Unis  |
| Tierkinder vom Peterhof              | Carrousel                    | Wood Design                | Hansa-Park                      | Allemagne   |
| Tiki Academy                         | Watermania                   | Zamperla                   | Walibi Rhône-Alpes              | France      |
| Toupie (La)                          | Manège d'avions              | Someplas                   | Jardin d'acclimatation          | France      |
| Trawler Trouble                      | Rockin' Tug                  | Zamperla                   | Chessington World of Adventures | Royaume-Uni |
| Trident                              | Star Flyer                   | Funtime                    | Sea World                       | Australie   |
| Turbo                                | Apollo Sidecars XL           | Technical Park             | Liseberg                        | Suède       |
| Turm vom Peterhof                    | Tower                        | Sunkid Heege               | Hansa-Park                      | Allemagne   |
| Volkanu                              | Parcours scénique interactif | Sally Dark Rides/Alterface | Lost Island Theme Park          | États-Unis  |
| Warhawks                             | Flying Tigers                | Zamperla                   | Adventureland (Iowa)            | États-Unis  |
| Wild River Rapids                    | Spinning Raft                | Reverchon                  | Fantasy Island (en)             | Royaume-Uni |
| Wild Rodeo                           | Giant Frisbee                | Technical Park             | MagicLand                       | Italie      |
| Wonder Wheel                         | Grande roue                  |                            | Energylandia                    | Pologne     |

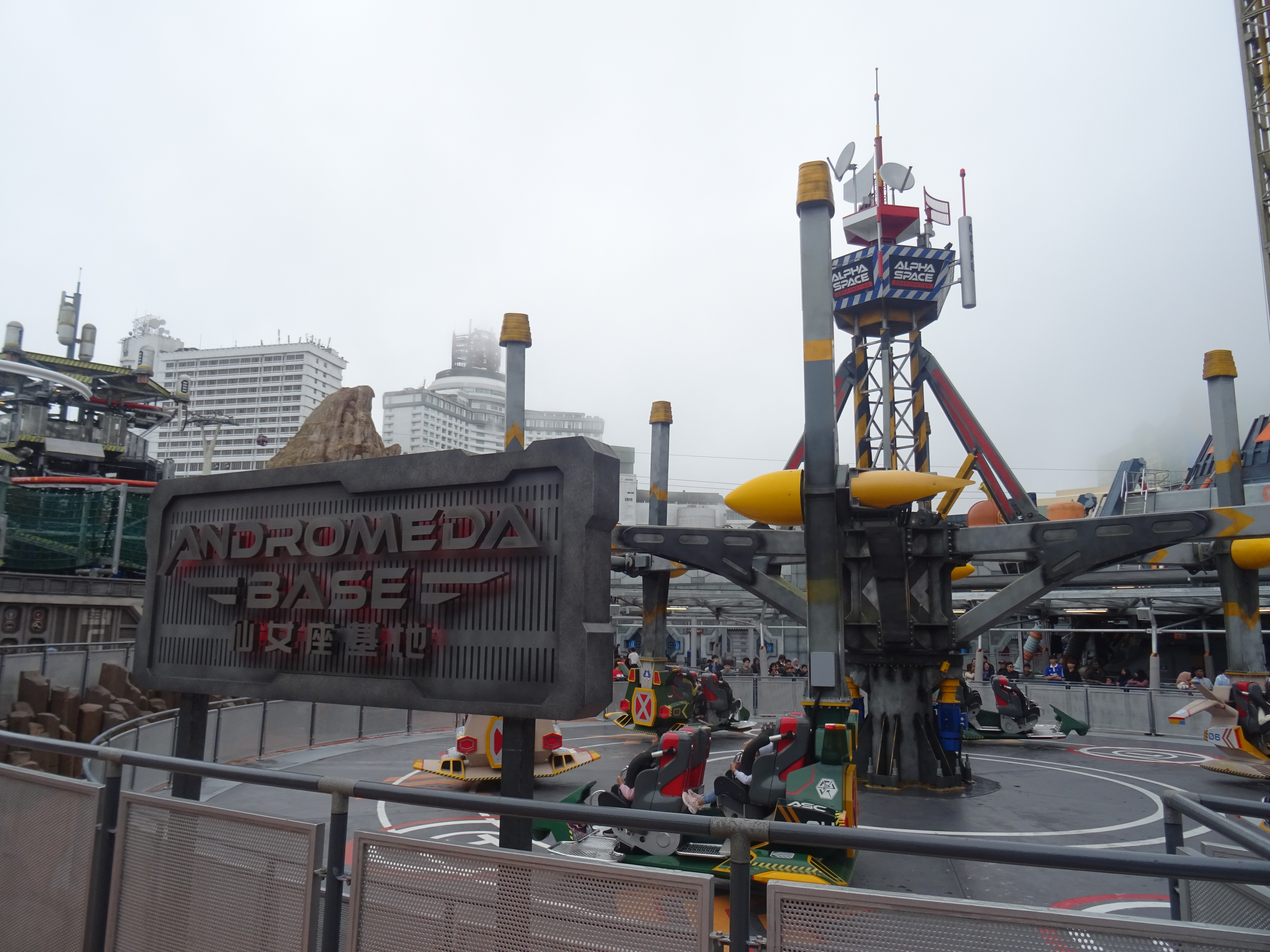
Alpha Fighter Pilots à Genting SkyWorlds
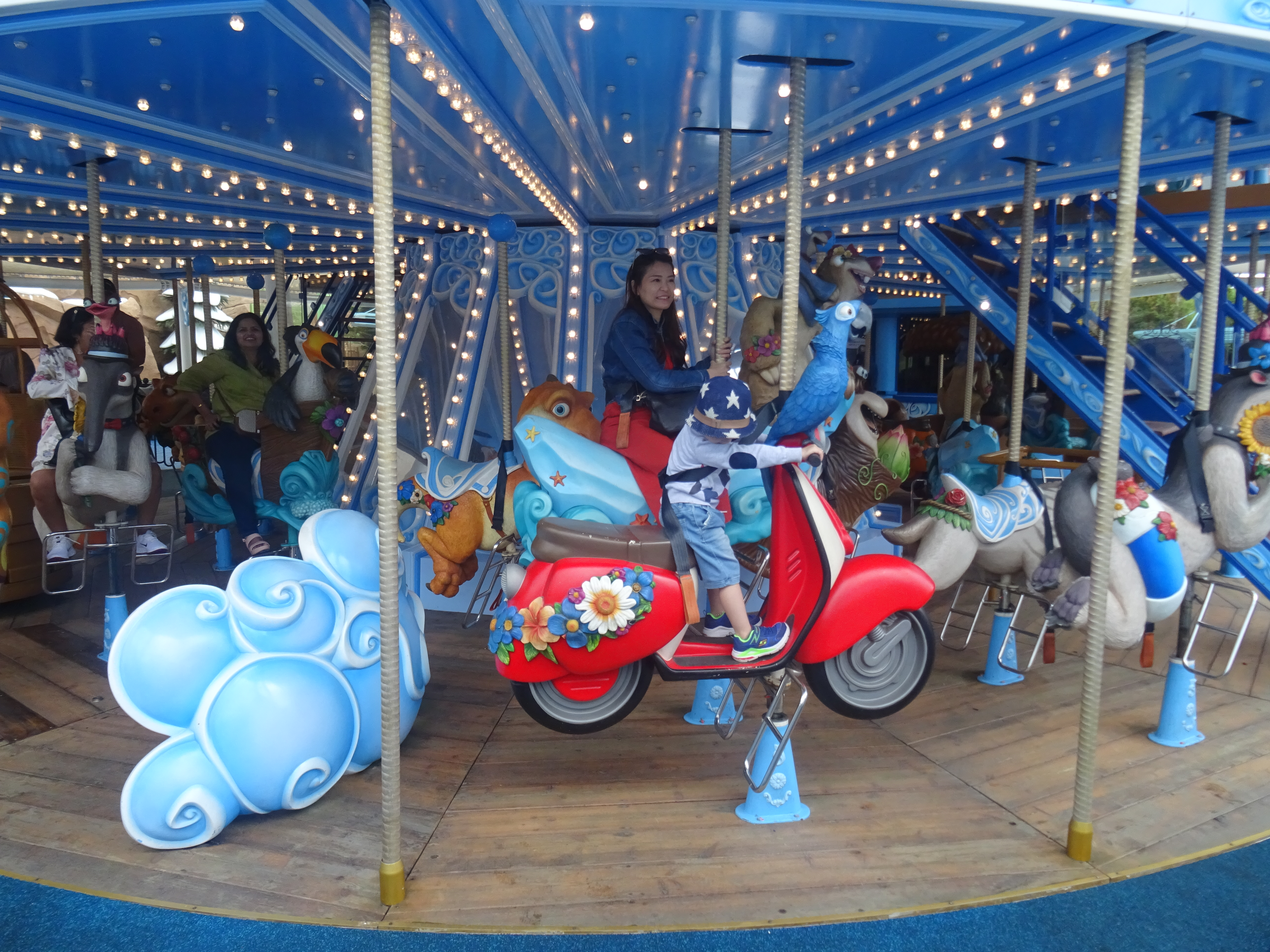
Blue Sky Carousel à Genting SkyWorlds
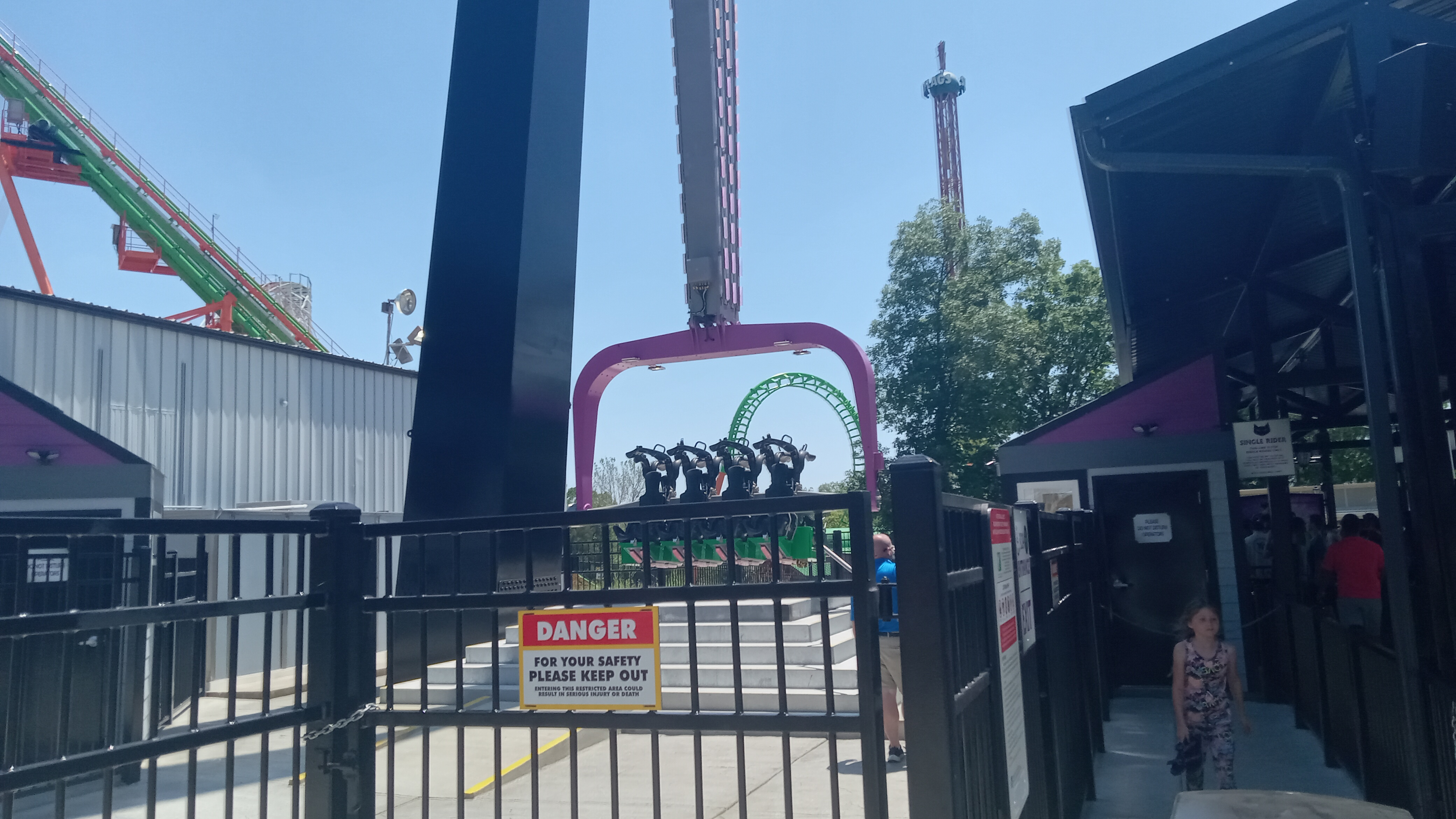
Catwoman Whip à Six Flags St. Louis.
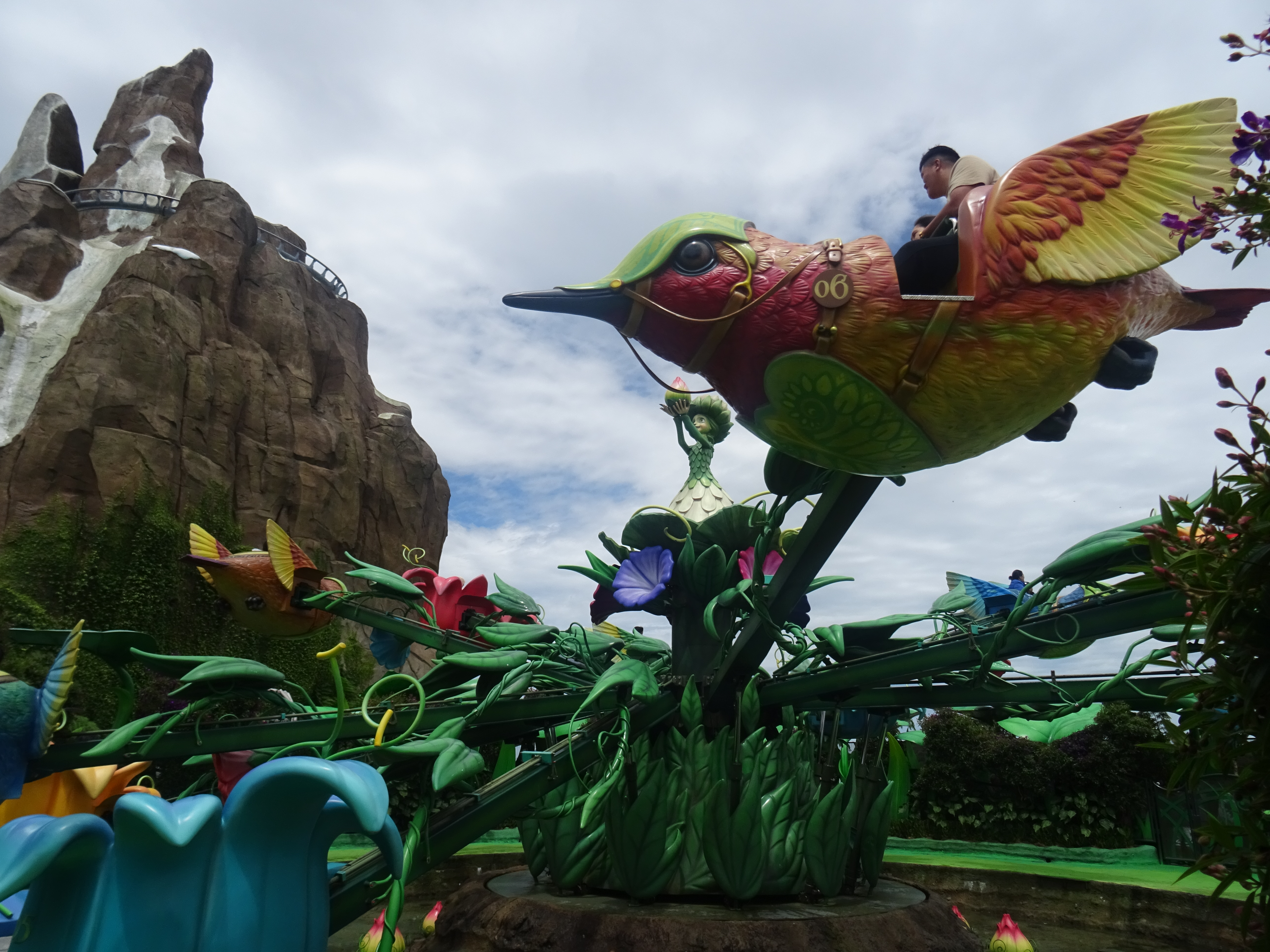
Epic Hummingbird Flyers à Genting SkyWorlds
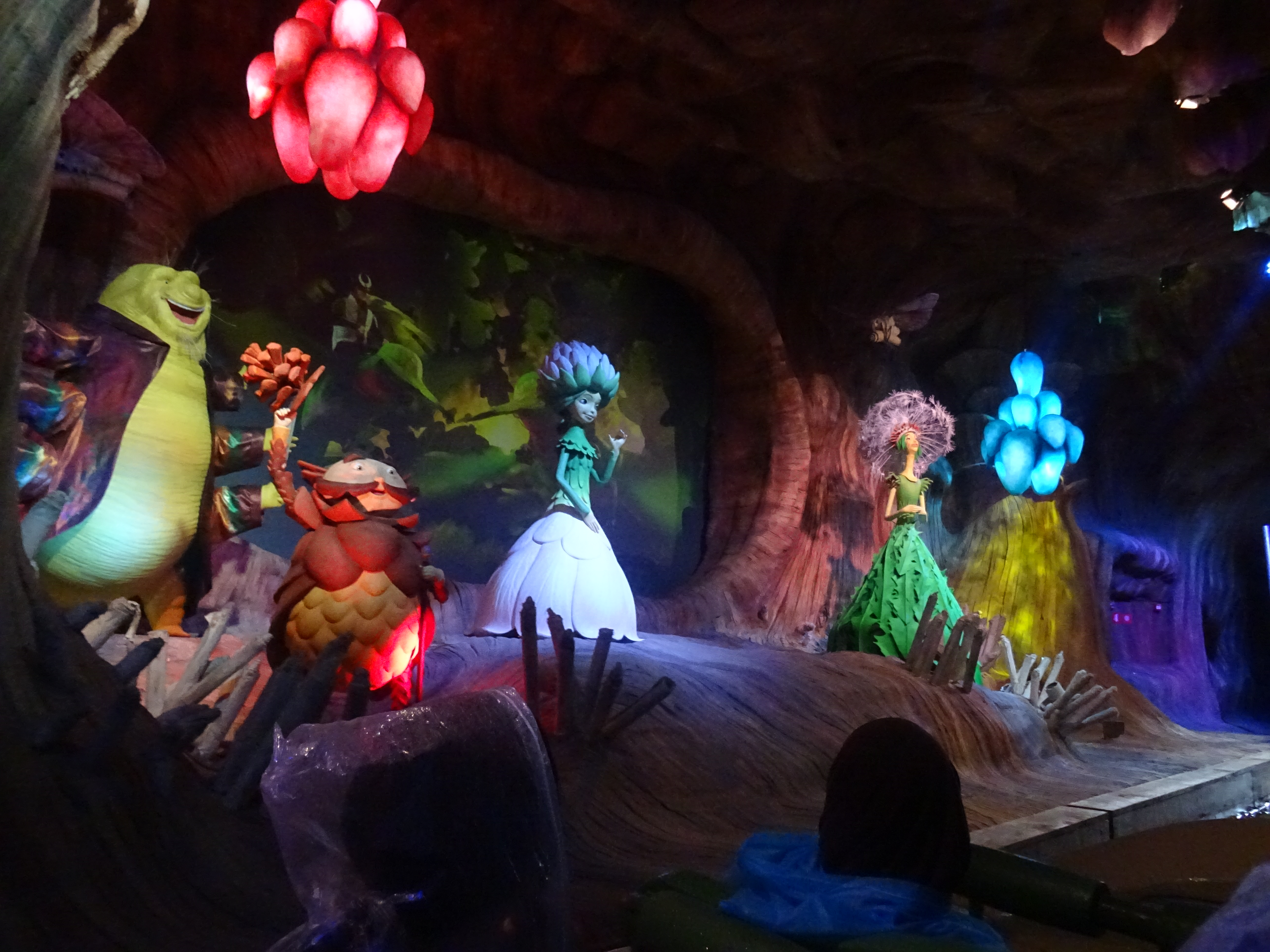
Epic Voyage to Moonhaven à Genting SkyWorlds
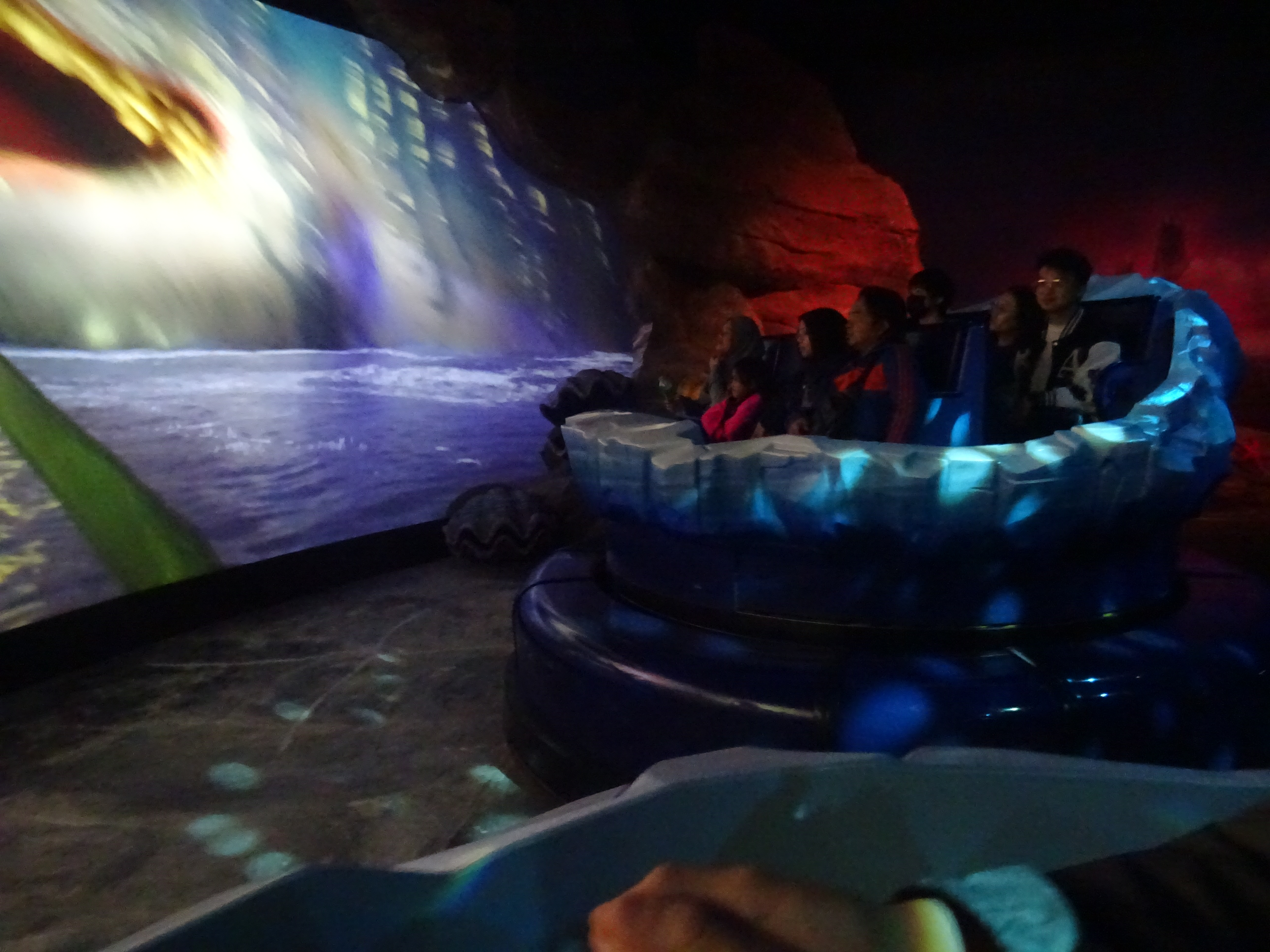
Ice Age Expedition Thin Ice à Genting SkyWorlds
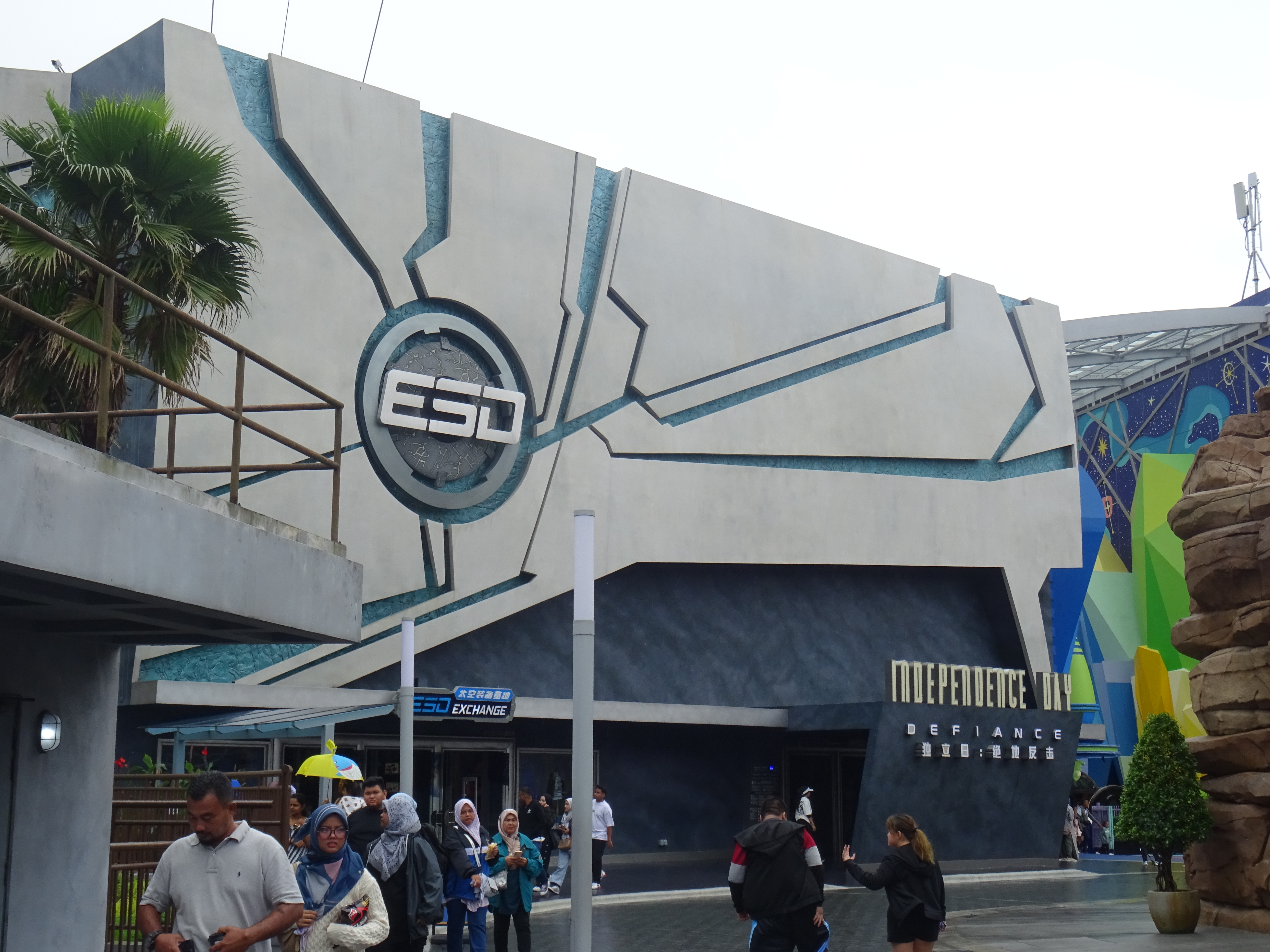
Independence Day: Defiance à Genting SkyWorlds
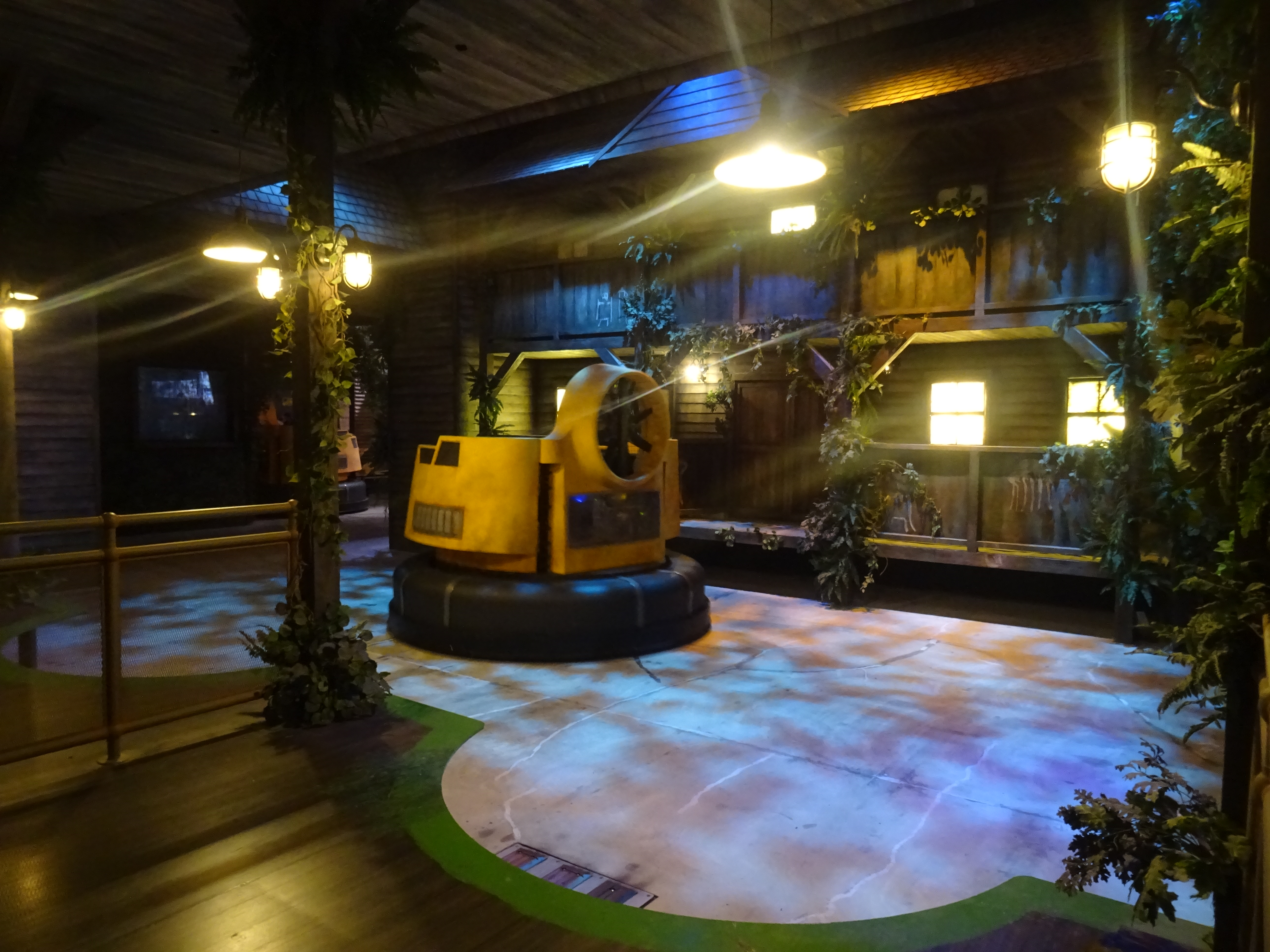
Invasion of the Planet of the Apes à Genting SkyWorlds
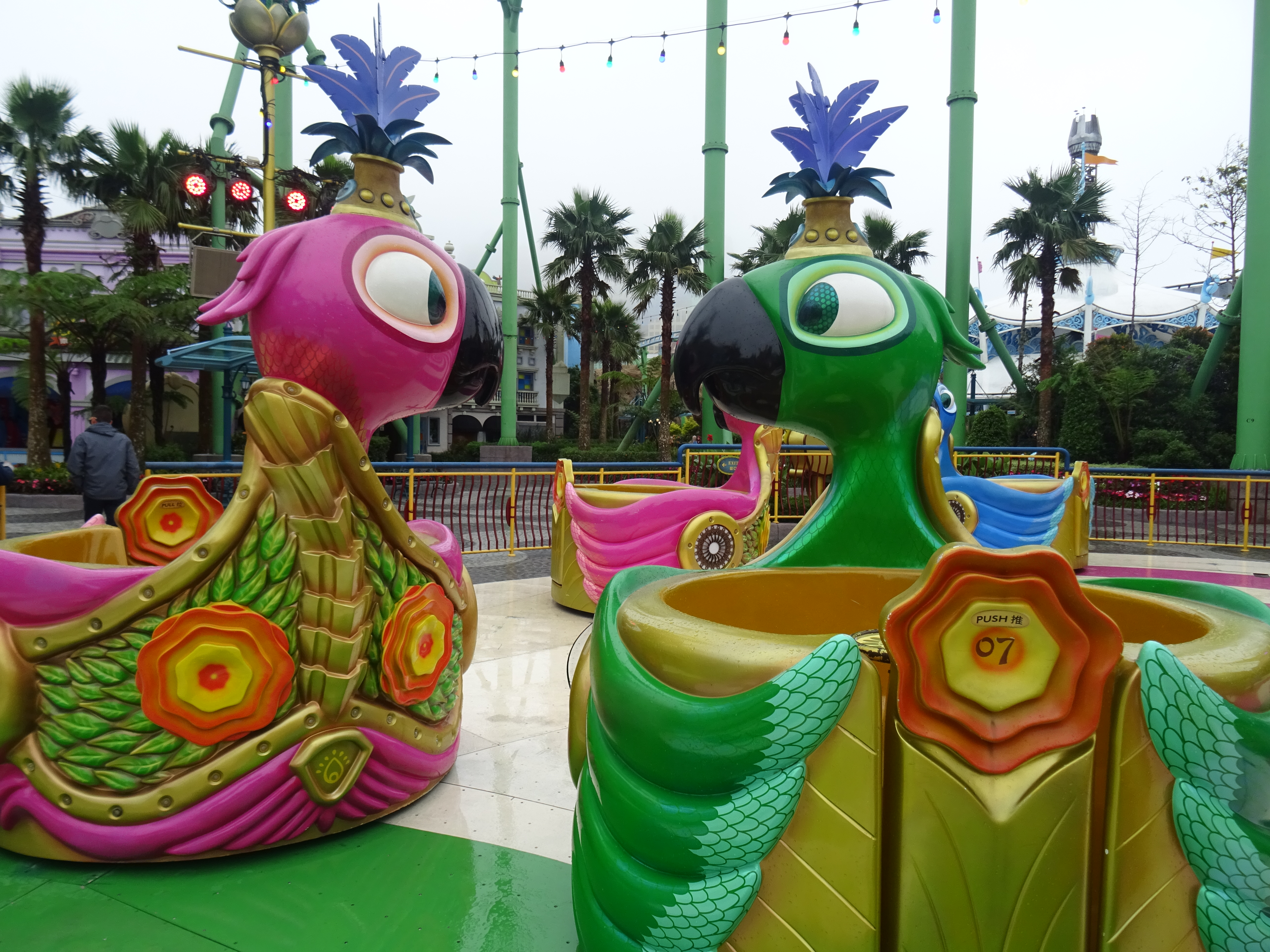
Rio Carnaval Chaos! à Genting SkyWorlds
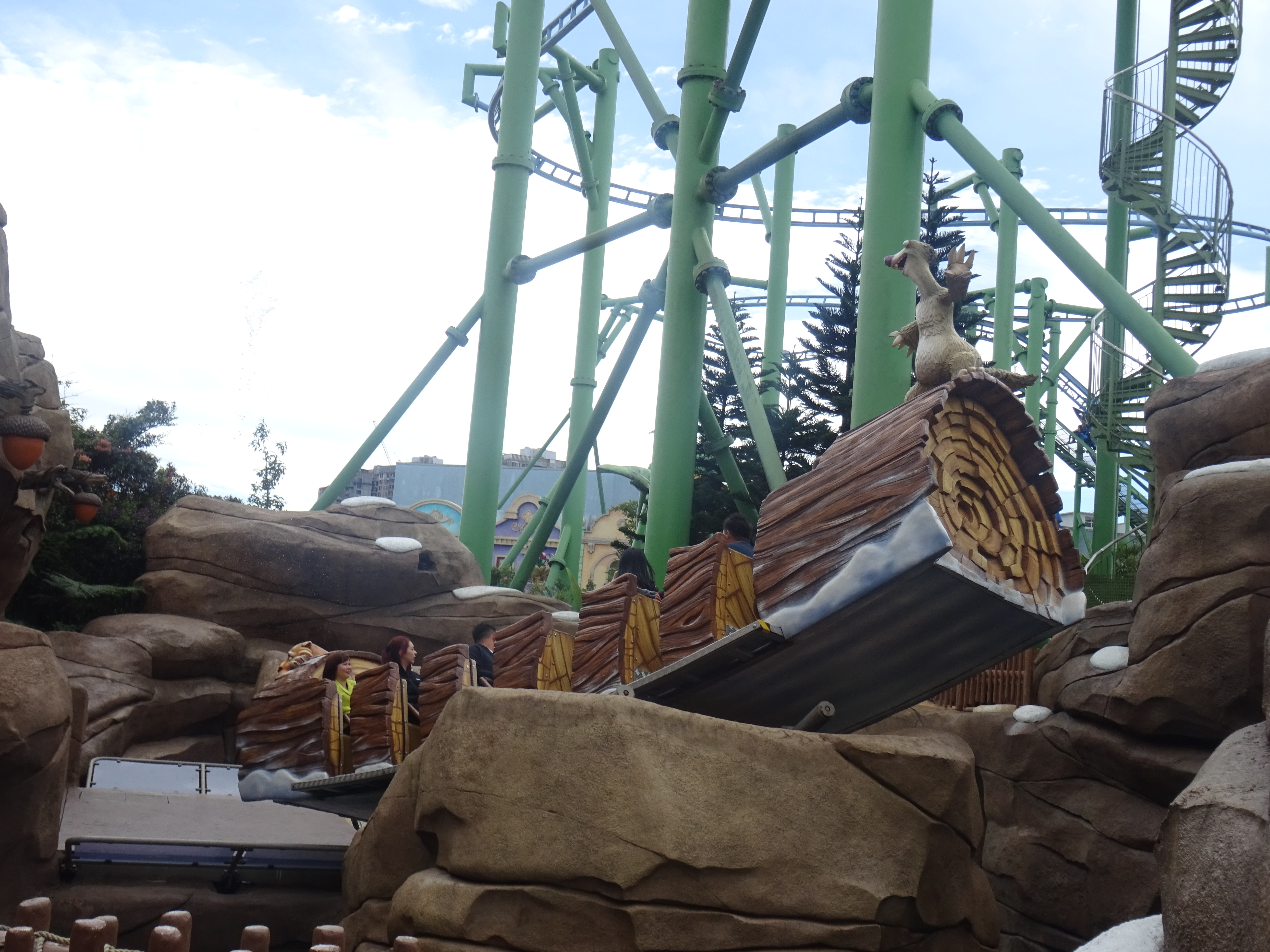
Sid's Rock 'N' Slide à Genting SkyWorlds
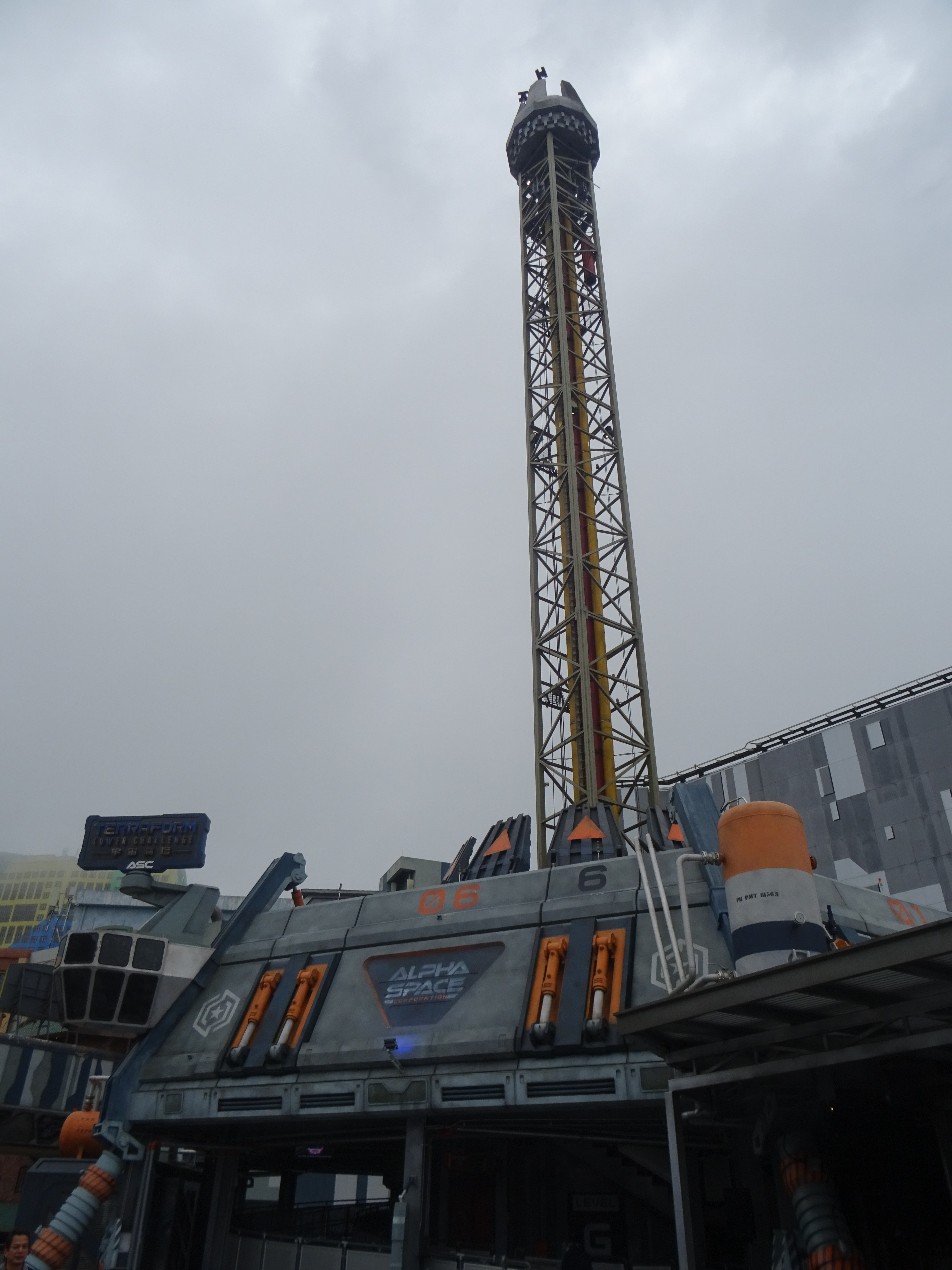
Terraform Tower Challenge à Genting SkyWorlds
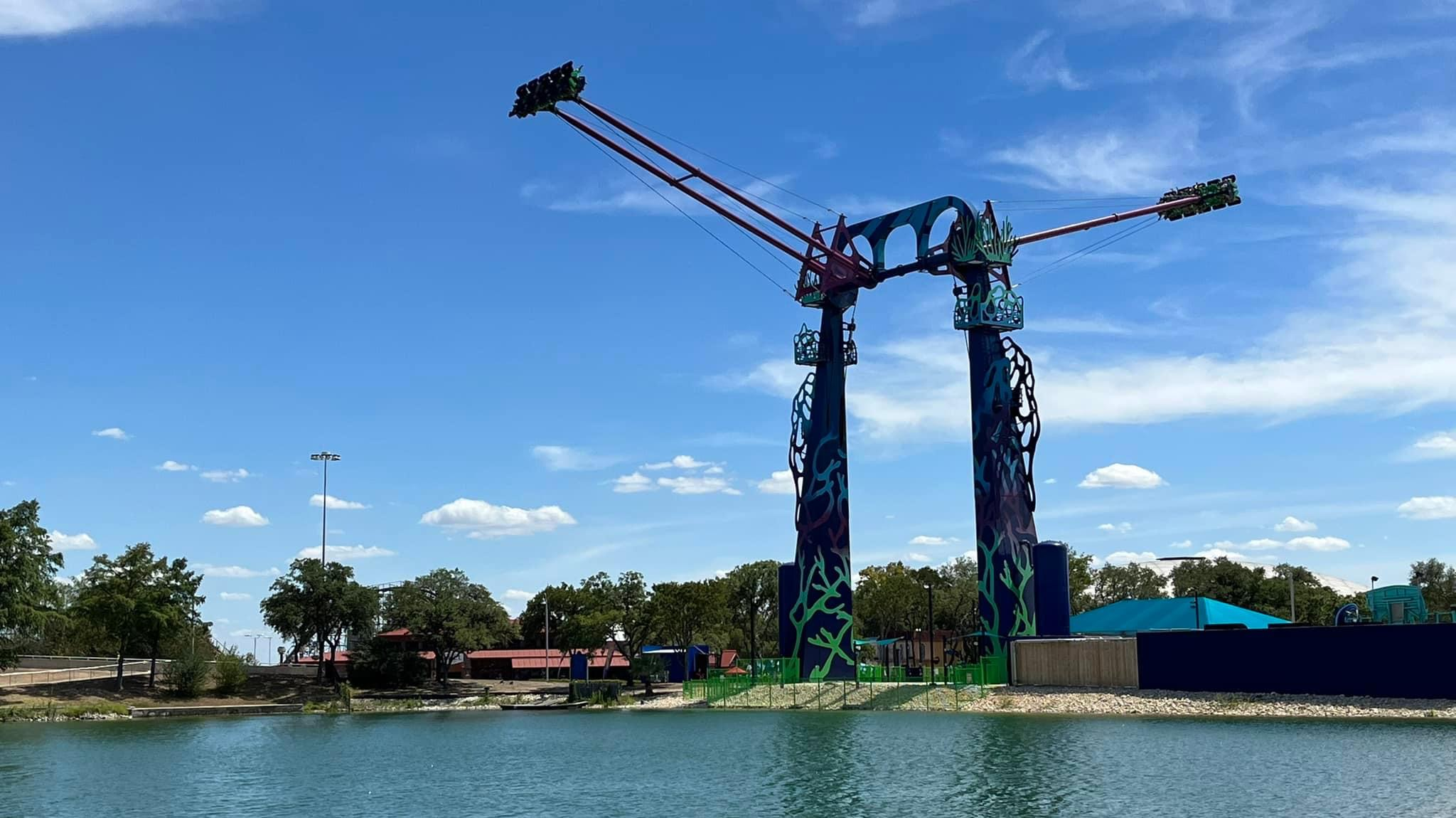
Tidal Surge à SeaWorld San Antonio

#### Nouveau thème
| Nom                               | Type / Modèle     | Constructeur                    | Parc                 | Pays       | Anciennement                              |
| --------------------------------- | ----------------- | ------------------------------- | -------------------- | ---------- | ----------------------------------------- |
| Josefinas kaiserliche Zauberreise | Tow boat ride     | Mack Rides                      | Europa-Park          | Allemagne  | Dschungel-Floßfahrt                       |
| Jumanji the Adventure             | Parcours scénique | Oceaneering/Merlin Magic Making | Gardaland            | Italie     | Ramses Il Risveglio                       |
| Maximus' Wunderball               | Bûches            | Mack Rides                      | Toverland            | Pays-Bas   | Expedition Zork                           |
| Pirates of Speelunker Cave        | Parcours scénique |                                 | Six Flags Over Texas | États-Unis | Yosemite Sam and the Gold River Adventure |
| Sirocco                           | Tasses            | Mack Rides                      | Efteling             | Pays-Bas   | Monsieur Cannibale                        |

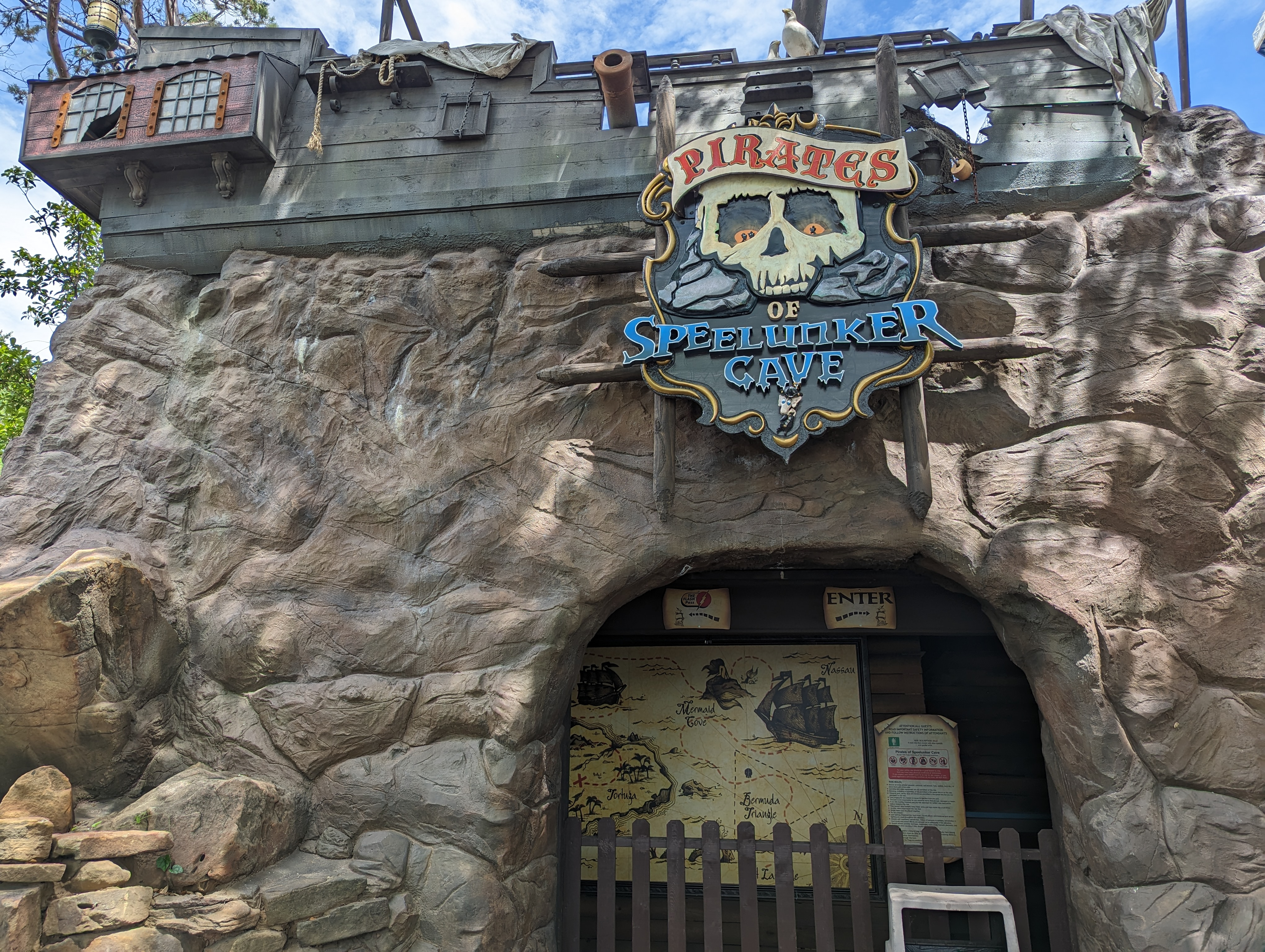
Pirates of Speelunker Cave à Six Flags Over Texas
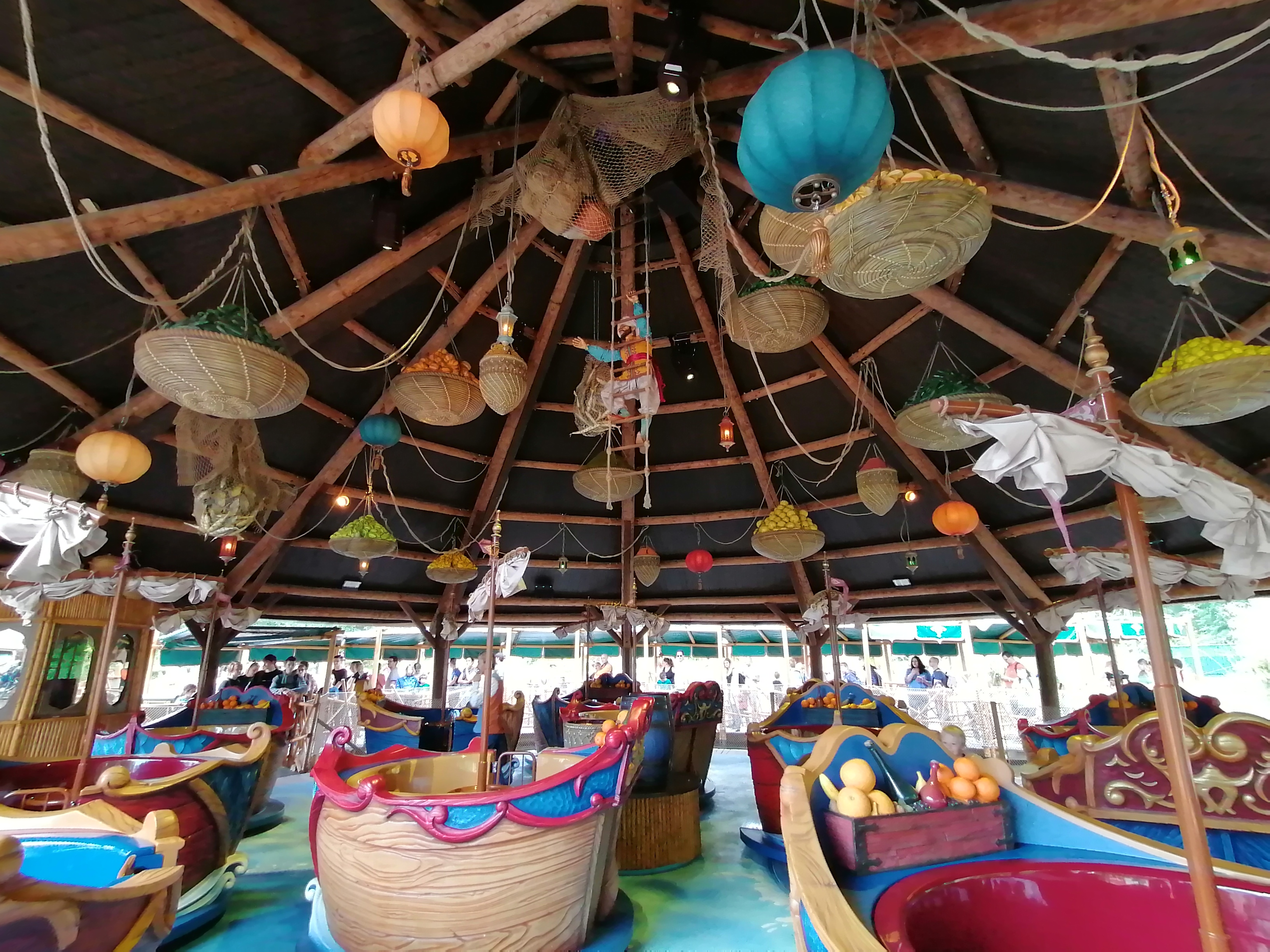
Sirocco à Efteling

## Hôtels
- Station Cosmos - Futuroscope (France) inauguré le 29 avril[13].